# Комсомольск-на-Амуре
Комсомо́льск-на-Аму́ре — город в Хабаровском крае России. Административный центр Комсомольского муниципального района, в состав которого не входит. Образует муниципальное образование город Комсомольск-на-Амуре со статусом городского округа как единственный населённый пункт в его составе. До 10 декабря 1932 года село Пермское Нижне-Тамбовского района Дальневосточного края.
Второй по величине город Хабаровского края и шестой на Дальнем Востоке России, восемьдесят пятый по численности населения город России. Расположен на левом берегу реки Амур, в 404 км к северо-востоку от краевого центра города Хабаровска (по автодороге). Расстояние от Москвы по автодорогам составляет 8780 км, до Владивостока — 1150 км. Крупнейший промышленный центр дальневосточного региона. Градообразующие предприятия: судостроительный, авиастроительный завод, нефтеперерабатывающий и металлургический заводы. Нефтепровод и газопровод с Сахалина. Транспортный узел на Байкало-Амурской магистрали и автодорогах федерального и регионального значения; речной порт. Действуют технический и педагогический университеты. В советское время город был военно-промышленным центром союзного значения.
Днём города является 12 июня: в этот день в 1933 году заложили фундамент корпусного цеха, первого промышленного объекта судостроительного завода. По другой версии, в этот день в 1934 году приехала ленинградская делегация ВЛКСМ.

## Этимология

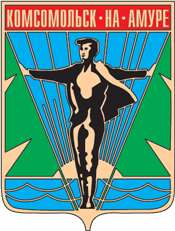
Герб 1967 года

Название город получил в память о комсомольцах-первостроителях города на Амуре (среди основателей города также были вольнонаёмные и вербованные строители, прибывшие по оргнабору), затем, 65 % строителей (16 000 чел.) были заключёнными, но прибыли они не первыми, а только через год после комсомольцев, в 1933 году. Согласно исследованию краеведа А. Н. Белоглазова, всего таковых на строительстве города было не более 1 %.
Кроме официального названия, есть ряд неофициальных, наиболее известное из них: «Город юности».
Также именуют «Городом на заре» по одноимённой пьесе 1940 года, посвящённой строителям Комсомольска-на-Амуре. В разговорной речи распространено просторечное название города «Комса́».
За Ленинским районом, являющимся второй, северо-восточной половиной города, закрепилось наименование Дзёмги, как когда-то здесь называлось нанайское стойбище. Согласно одной из трёх версий, в переводе с нанайского: берёзовая роща.

## История

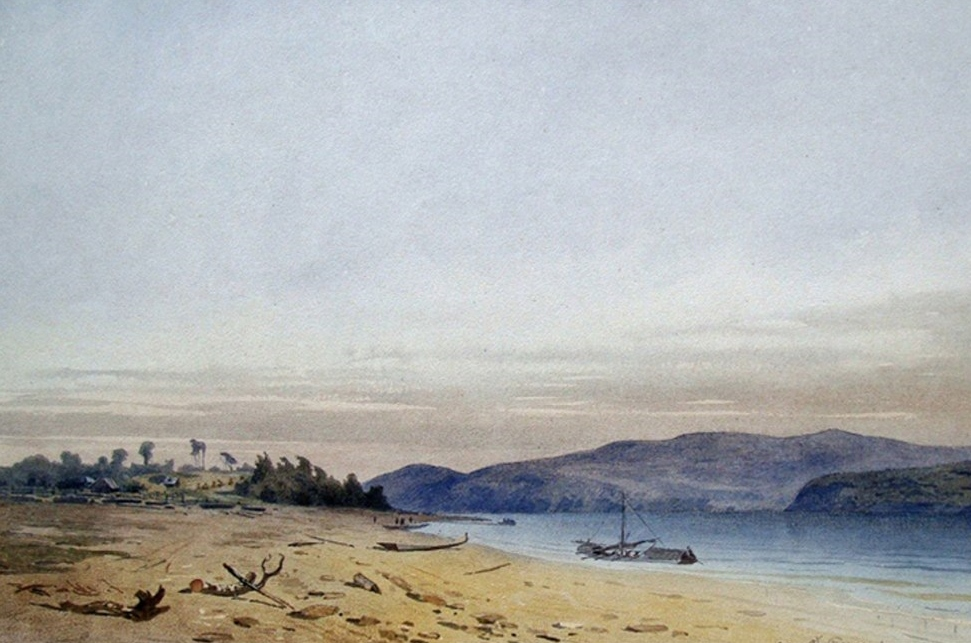
Село Пермское. Фрагмент рисунка художника Фёдора Баганца. 1866 год. Сделан во время путешествия по Амуру на транспорте «Гиляк»

До 10 декабря 1932 года село Пермское Нижне-Тамбовского района Дальневосточного края. Село было основано в августе — сентябре 1860 года.
В 1930 году ВЦИК и Совет народных комиссаров СССР приняли постановление о хозяйственном и культурном строительстве Дальневосточного края, в августе 1931 года было принято решение о сооружении судостроительного завода. В марте — апреле 1932 года в село Пермское, расположенное на левом берегу Амура, прибыла правительственная комиссия, которая приняла решение о строительстве здесь Амурского судостроительного завода. Одновременно было принято решение о возведении в районе нанайского стойбища Дзёмги авиационного завода.
10 мая 1932 года на строительную площадку Амурского судостроительного завода, прибыл первый эшелон рабочих (на пароходах «Коминтерн» и «Колумб» высадилось около тысячи строителей), инженерно-технических работников и служащих треста «Дальпромстрой». Сегодня об этом событии напоминают памятный камень и памятник первостроителям. Приехавшие в дикий таёжный край первостроители жили в домах жителей села Пермского, а также в построенных на скорую руку землянках и армейских палатках. В мае 1933 года на строительство города прибыли заключенные. 12 июня 1933 года заложен первый камень в фундамент первого цеха Амурского судостроительного завода. В 1934 году прибыли военные строители Особого военно-строительного корпуса.
10 декабря 1932 года постановлением ВЦИК село Пермское Нижне-Тамбовского района Дальневосточного края преобразовано в город, с присвоением наименования Комсомольск-на-Амуре.

Памятный камень на набережной Комсомольска-на-Амуре

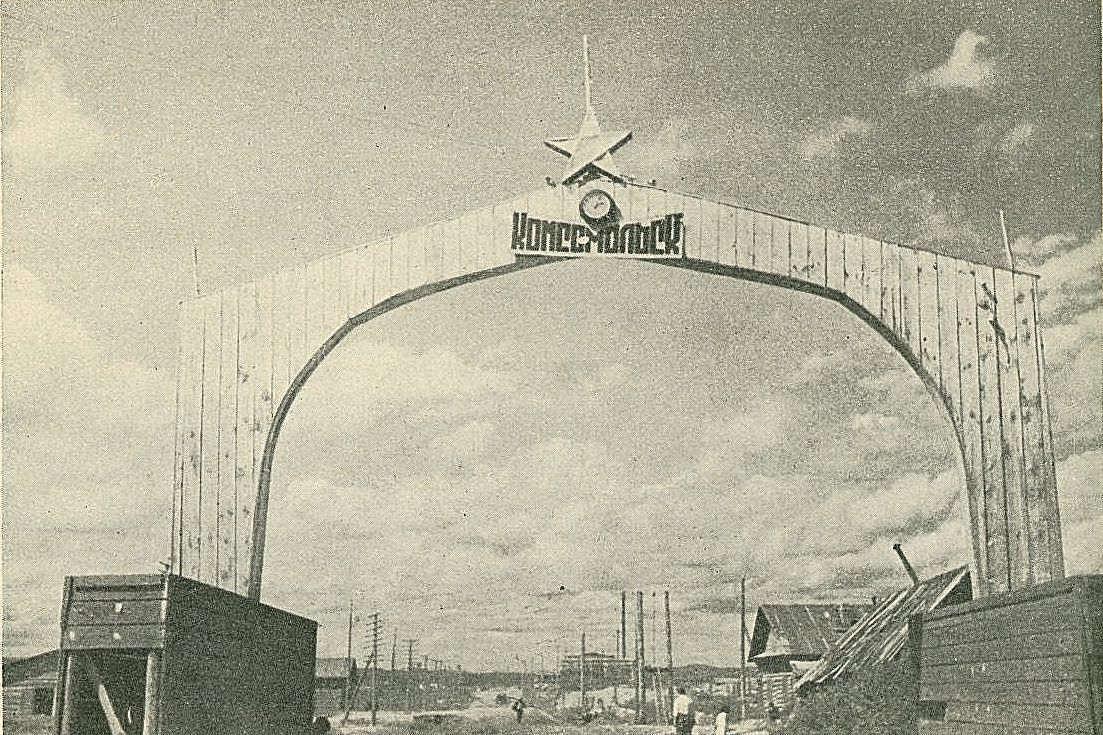
Арка при въезде в город. 1937 год

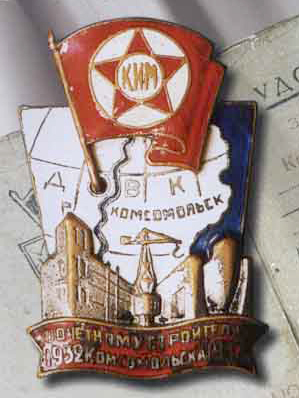
Знак «Почётному строителю Комсомольска». 1932—1937 годы

В 1930-1950 гг. Комсомольск-на-Амуре был одним из центров Дальневосточного ГУЛАГа. В разное время в городе находилось более 30 лагерных пунктов, а также 14 управлений, подразделений, филиалов различных лагерей и лагерных строительств. В период с 1959 по 1992 годы город был закрыт для посещения иностранцами.
В 1990-е годы Комсомольск-на-Амуре часто называли «криминальной столицей Дальнего Востока». Также в те годы в связи с катастрофическим положением в электроэнергетике города всерьёз обсуждался вопрос об использовании электрической энергии атомных подводных лодок, находящихся на стапелях Амурского судостроительного завода с включёнными атомными реакторами (10 % мощности для технического обеспечения).
Днём города является 12 июня, в честь даты 1933 года, когда заложили фундамент корпусного цеха, первого промышленного объекта судостроительного завода, по другой версии — по случаю приезда ленинградской делегации ВЛКСМ 12 июня 1934 года.
Указом Президента Российской Федерации от 20 мая 2021 года городу было присвоено звание «Город трудовой доблести».

## Регламентированный режим для иностранных граждан
На территории городского округа чуть более трёх месяцев действовал регламентированный режим посещения иностранных граждан в соответствии с постановлением Правительства РФ от 4 июля 1992 г. № 470 «Об утверждении перечня территорий Российской Федерации с регламентированным посещением для иностранных граждан», то есть для посещения города иностранцами необходимо было разрешение ФСБ. На практике данное постановление правительства РФ не выполнялось.
С 14 октября 1992 года) город в списке не значится, пункт 2 перечня (о Комсомольске-на-Амуре) утратил силу.

## География

### Физико-географическая характеристика

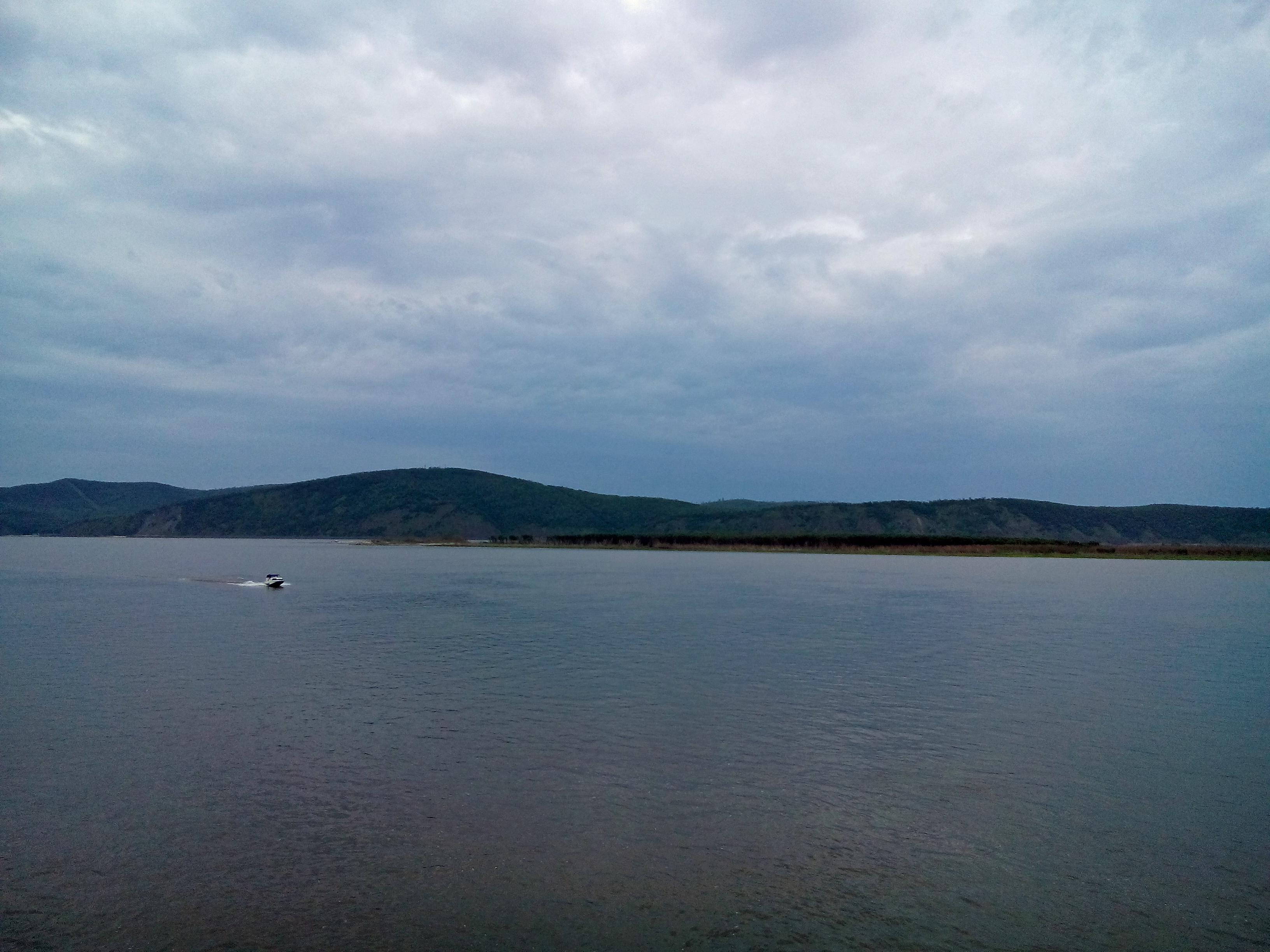
Вид на реку Амур и отроги Сихотэ-Алиня

Город расположен в излучине, на левом берегу реки Амур, в 348 км от краевого центра города Хабаровска, вниз по течению у северной окраины Среднеамурской низменности, где река прорезает смыкающиеся отроги Сихотэ-Алиньской и Буреинско-Баджальской горных систем изменяет своё течение на субмеридиональное, вступая в так называемое Комсомольско-Киселёвское сужение. Справа к руслу реки круто обрываются отроги хребта Хумми системы Сихотэ-Алиня с абсолютными отметками 350-380 м. Левая часть долины Амура обрамлена отрогами хребта Мяо-Чан. В результате длительной денудации горы разрушены до стадии мелкосопочника. Относительные высоты сопок 75-180 м. Крутизна склонов от 15 % до 35-45 %. На западе видны снежные вершины хребта Мяо-Чан с абсолютными отметками до 1500 м. За ним расположены вершины Баджальского хребта. На востоке протянулись сопки, отроги горной системы Сихотэ-Алиня. С запада и с востока территория города ограничена котловинами озёр Мылки, Рудниковского, Хорпы и Галичного, относящихся к типу плотинных озёр боковых притоков Амура. Они приурочены к устьям впадающих в них рек. Преобладающие глубины невелики 0,5-1 м, максимальные до 3 м. Уровенный режим озёр связан с колебаниями уровня реки Амур. В 1980-е гг. в связи с прокладкой насыпи и вводом в строй автодороги озёра Мылки (площадь 9 км²) и Рудниковское (площадь 2,5 км²) перестали существовать, от них остались лишь небольшие, разрозненные водоёмы. В 2000-е годы фактически исчезло озеро Хорпы. После наводнения 2013 года озера частично восстановились.
Серия из трёх надпойменных террас занимает около 40 % городской территории. Они расположены в центральной части города. Первая надпойменная терраса Амура имеет относительную высоту 5-10 м и занимает 30 % территории города. Она подвержена затоплению в период паводков на Амуре, затапливается до 54 км² территории города, остальная часть подтапливается. Пойма до строительства гидроузлов на основных притоках Зеи, Буреи и Сунгари подвергалась затоплению в летне-осенний период и, в дальнейшем, заболачивалась.
Особенностью геологического строения площадки Комсомольска является преобладание галечно-гравийного состава грунтов, перекрытыми глинами мощностью до 4-5,5 м. Благодаря способности грунтов к фильтрации, они реагируют на малейшие антропогенные воздействия. Осушение их приводит к быстрому распылению перекрывающего галечники глинисто-суглинистого субстрата, а повышение уровня поверхностных вод — к подтоплению участков.
Площадь городского округа составляет около 352 км² с учётом водоёмов и горных территорий.

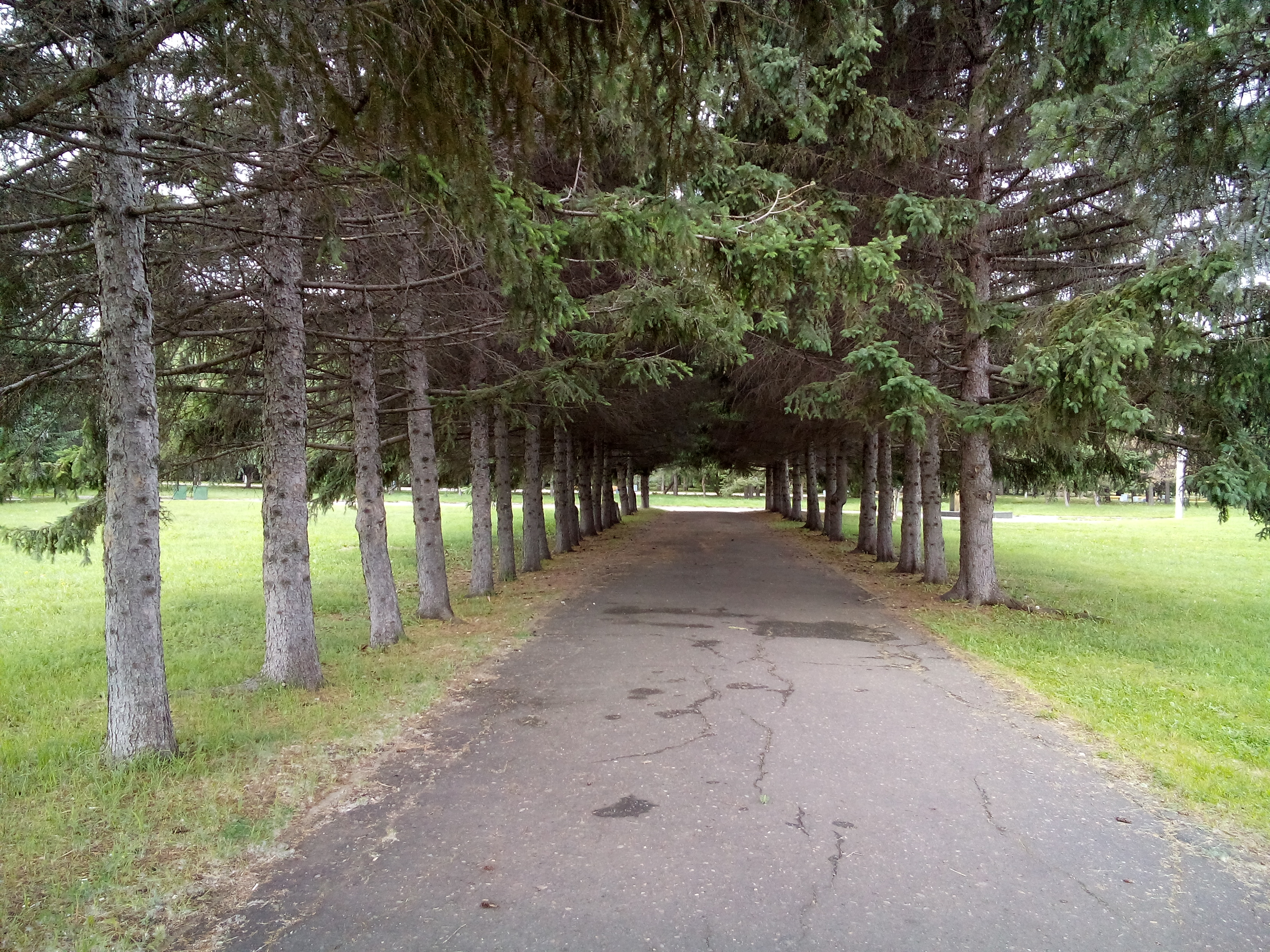
Парк у набережной

Река Амур протекает на протяжении 15 км вдоль городской застройки. Ширина русла в пределах городской черты изменяется от 1,75 км в центральной части города до 3,75 км у устья протоки озера Мылки. Средняя глубина русла 15-16 м; скорость водного потока 1,2 м/с. Ординаром уровня Амура на городском гидрологическом посту считается 12,93 м НУМ, за время его наблюдений фиксировались изменения уровня воды от −300 см до +912 см относительно нормального уровня. Наиболее высокие уровни наблюдались в 1932 г. (+687 см), 1959 г. (+701 см), 1984 г. (+670 см), 1985 г. (+641 см), 2013 г. (+912 см), 2019 г. (+829 см). Подземные воды представлены верховодкой, грунтовыми и межпластовыми водами.
В черте города текут малые реки, являющиеся левыми притоками Амура. Самая крупная из них, река Силинка, длиной 75 км (в городской черте 22 км), делит город на две части. Чёрный Ключ, правый приток Силинки, протяжённостью 16,25 км, течёт в северной части города. Из других рек отметим Большой Хапсоль длиной 15 км (в городской черте 4 км), Малый Хапсоль 5 км, впадающие в оз. Мылки; река Бочин длиной 29,6 км (2,5 км в пределах городской черты), впадающая в Рудниковское озеро, реку Клюквенную 10 км (7,5 км в черте города), реку Хорпинскую 8,75 км (в городской черте 1,25 км), реку Хорпинскую Вторую 32,5 км (1 км в черте города), впадающую в озеро Хорпы, реку Галичную длиной 25 км, впадающую в озеро Галичное за пределами городской черты.
Продолжительная суровая и малоснежная зима способствует промерзанию грунтов до 3-3,2 м. Вследствие этого состояние дорожного покрытия в городе неудовлетворительное, происходит деформация фундаментов зданий.
| С-З | Нерюнгри ~ 1943 км                       | Якутск ~ 2733 км                         | Николаевск-на-Амуре ~ 633 км | С-В |
| З   | Чегдомын ~ 530 км Благовещенск ~ 1092 км | Роза ветров                              | Де-Кастри ~ 350 км           | В   |
| Ю-З | Биробиджан ~ 586 км                      | Хабаровск ~ 405 км Владивосток ~ 1151 км | Советская Гавань ~ 539 км    | Ю-В |

### Часовой пояс
Комсомольск-на-Амуре находится в часовой зоне МСК+7. Смещение применяемого времени относительно UTC составляет +10:00.

### Климат

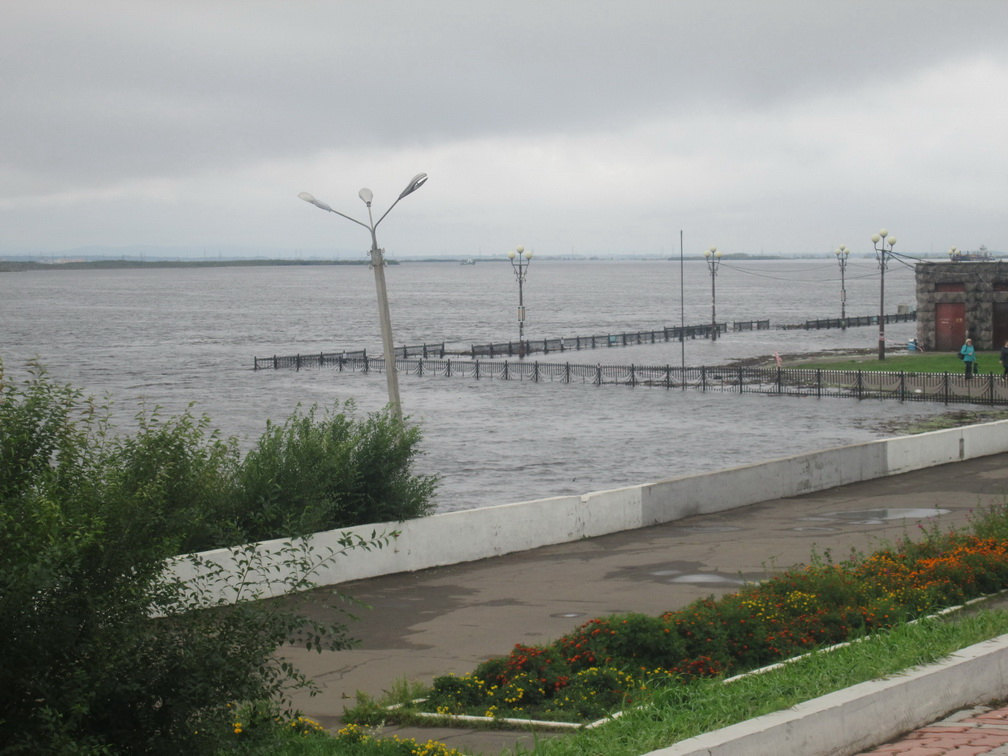
Полное затопление пирса у речного вокзала во время наводнения 2013 года

Климат континентальный с чертами муссонного. Близость Сихотэ-Алиня и Буреинского хребта способствуют зимой движению масс континентального холодного воздуха. В это время года господствуют ветры северо-западных и северных направлений. Летом преобладают восточные муссонные влажные ветры, однако генеральное направление ветра, определяемое муссонной циркуляцией, сильно искажается рельефом (долина реки Амур имеет северо-восточное направление), поэтому в Комсомольске, независимо от сезона года, преобладающим направлениями являются южное (41 %) и северное (31 %). Среднегодовое количество осадков достигает 566 мм. Снежный покров лежит около шести месяцев, примерно с начала ноября по конец апреля, в горах местами сохраняется до июня. Среднегодовая температура воздуха равна 0,4 °C. Зима холодная. Среднемесячная температура воздуха самого холодного месяца (январь): −26 °C (для сравнения в Центральной России средняя температура января составляет −9 °C). Лето довольно короткое, с середины июня по конец августа, но очень тёплое и увлажнённое. Среднемесячный дневной максимум самого тёплого месяца (июль): +30 °C, а в январе температура может опускаться ниже −30 °C. В городе наблюдаются облачность, туманы и гололёд. В феврале-марте метут метели.
Несмотря на то, что Комсомольск-на-Амуре расположен южнее Москвы, примерно на широте Белгорода и Воронежа, по своим климатическим и мерзлотным характеристикам он приравнен к районам Крайнего Севера.
Несмотря на расположение в зоне рискованного земледелия и сурового климата, в городе развито индивидуальное сельское хозяйство. Значительная часть комсомольчан имеет приусадебные участки, используемые в первую очередь для садоводства и огородничества. При этом, благодаря жаркому и влажному лету, здесь произрастают такие теплолюбивые сельскохозяйственные культуры, как арбузы и виноград.
- Среднегодовая влажность воздуха: 74 %;
- среднегодовая скорость ветра: 3,1 м/c.

| Показатель                    | Янв.  | Фев.  | Март  | Апр.  | Май  | Июнь | Июль | Авг. | Сен. | Окт. | Нояб. | Дек.  | Год   |
| ----------------------------- | ----- | ----- | ----- | ----- | ---- | ---- | ---- | ---- | ---- | ---- | ----- | ----- | ----- |
| Абсолютный максимум, °C       | 0,7   | 1,2   | 9,5   | 26,9  | 30,9 | 33,9 | 35,0 | 31,5 | 28,9 | 22,1 | 8,8   | −0,2  | 35,0  |
| Средний суточный максимум, °C | −19,4 | −14   | −3,5  | 6,8   | 16,1 | 21,9 | 24,8 | 23,7 | 17,3 | 7,4  | −5,9  | −17,3 | 4,8   |
| Средняя температура, °C       | −23,6 | −19,5 | −8,5  | 2,8   | 11,3 | 17,4 | 20,8 | 19,6 | 12,9 | 3,3  | −10   | −21,7 | 0,4   |
| Средний суточный минимум, °C  | −27,6 | −24,9 | −14   | −1,3  | 7,0  | 13,4 | 17,8 | 16,7 | 9,5  | −0,2 | −11,5 | −24   | −3,3  |
| Абсолютный минимум, °C        | −45,5 | −44,5 | −32,8 | −22,5 | −5,9 | 1,5  | 6,6  | 3,0  | −5,7 | −14  | −32,2 | −40,7 | −45,5 |
| Норма осадков, мм             | 16    | 11    | 19    | 27    | 58   | 51   | 95   | 107  | 73   | 45   | 22    | 23    | 547   |

| Климат (2005—2017)        | Климат (2005—2017) | Климат (2005—2017) | Климат (2005—2017) | Климат (2005—2017) | Климат (2005—2017) | Климат (2005—2017) | Климат (2005—2017) | Климат (2005—2017) | Климат (2005—2017) | Климат (2005—2017) | Климат (2005—2017) | Климат (2005—2017) | Климат (2005—2017) |
| Месяц                     | Янв                | Фев                | Мар                | Апр                | Май                | Июн                | Июл                | Авг                | Сен                | Окт                | Ноя                | Дек                | Год                |
| Макс. скорость ветра, м/с | 24                 | 23                 | 25                 | 22                 | 23                 | 18                 | 21                 | 20                 | 19                 | 19                 | 23                 | 29                 | 29                 |
| Отн. влажность воздуха    | 79 %               | 75 %               | 72 %               | 66 %               | 65 %               | 72 %               | 78 %               | 81 %               | 79 %               | 73 %               | 79 %               | 79 %               | 74 %               |
| ------------------------- | ------------------ | ------------------ | ------------------ | ------------------ | ------------------ | ------------------ | ------------------ | ------------------ | ------------------ | ------------------ | ------------------ | ------------------ | ------------------ |

### Сейсмичность
Территория Дальнего Востока с точки зрения сейсмологии мало изучена. Приамурье и Приморье характеризуются умеренной сейсмичностью. По прогнозам учёных в районе Комсомольска-на-Амуре возможны землетрясения магнитудой до 7 по шкале Рихтера. В будущем магнитуды потенциальных землетрясений на юге Хабаровского края также могут оказаться не менее М=7.0. Наряду с внутрикоровыми, в Комсомольске могут ощущаться глубокофокусные землетрясения юго-западной части Курило-Камчатской зоны субдукции и землетрясения северной части Амурской области.
Сейсмичность Комсомольского района оценивается в 8 баллов.
Периодически раз в 3-4 года в городе ощущаются толчки силой 4-5,5 балла. 24 сентября 2010 года на Дальнем Востоке произошло землетрясение силой 5,2 балла, толчки в виде покачивания люстр и дребезжания посуды можно было почувствовать жителям верхних этажей зданий в Комсомольске-на-Амуре.
Благодаря учёным и экологическим организациям в 1990-е гг было прекращено строительство АЭС на озере Эворон, в 110 км к северо-западу от Комсомольска-на-Амуре, так как было доказано, что озеро является сейсмическим разломом, хотя площадка под строительство была уже готова.

### Экологическое состояние
В Комсомольске-на-Амуре, как в любом другом крупном промышленном центре России, существует проблема загрязнения окружающей среды. Загрязнены подземные воды, малые водоёмы. Основной источник водозабора река Амур подвержена сильному антропогенному воздействию. Из-за построенных ГЭС и сброса сточных вод в верхней части Амура (г. Хабаровск и Китай) наблюдается высокая бактериальная загрязнённость, что не позволяет использовать её для рекреационных целей и вынуждает хлорировать питьевую воду повышенными дозами, что приводит к обострению проблемы образования канцерогенных хлорорганических соединений.
В Комсомольске-на-Амуре наблюдается повышенная заболеваемость онкологическими заболеваниями до 403,9 случаев на 100 тыс. населения. В структуре заболеваемости превалируют рак кожи (С 44, 43,46) — 16,1 %, рак трахеи, бронхов и лёгкого — 13,8 %, рак молочной железы — 10,6 %, женских половых органов — 8,2 %, рак желудка — 7,9 %.
По данным социально-гигиенического мониторинга суммарная химическая нагрузка на население, обусловленная одновременным поступлением в организм множества химических веществ различными путями и из разных объектов окружающей среды (воздуха, воды, почвы) составила 8,9 при допустимом уровне 1.
Наблюдается наибольшее загрязнение подземных вод по сравнению с городами Хабаровского края (данные 2010 года) хлоридами (до 520 мг/дм3 — 1,5 ПДК), свинцом (0,039 мг/дм3 — 1,3 ПДК), кадмием (0,0063 мг/дм3 — 6,3 ПДК), бериллием (0,0018 мг/дм3 — 9 ПДК), алюминием (2,58 мг/дм3 — 5,16 ПДК), титаном (1,556 мг/дм3 — 15,56 ПДК). Размеры очагов загрязнения бором около 100 км2, кадмием около 120 км2, бериллием около 30 км2, алюминием около 10 км2, титаном около 70 км2.
В городе ведётся борьба с незаконными свалками.
В весенне-летний период вокруг города периодически горит тайга и торфяные болота. Дым и гарь от лесных пожаров приводит к высокой концентрации оксида углерода, в несколько раз превышающий ПДК, видимость на дорогах может составлять менее 100 м.
Во всех районах города есть санитарно-защитные зоны промышленных предприятий, и во многие из них попадают жилые дома, например, несколько домов Ленинского и Центрального округов.

## Население
| 1888     | 1915     | 1932     | 1933     | 1937     | 1939     | 1948     | 1956     | 1959     | 1962     | 1967     | 1970     |
| -------- | -------- | -------- | -------- | -------- | -------- | -------- | -------- | -------- | -------- | -------- | -------- |
| 160      | ↗291     | ↗6000    | ↗15 000  | ↗60 000  | ↗70 808  | ↗130 000 | ↗169 000 | ↗177 278 | ↗192 000 | ↗209 000 | ↗218 127 |
| 1973     | 1975     | 1976     | 1979     | 1982     | 1985     | 1986     | 1987     | 1989     | 1990     | 1991     | 1992     |
| ↗229 000 | ↗245 000 | →245 000 | ↗263 950 | ↗278 000 | ↗303 000 | ↘301 000 | ↗316 000 | ↘315 325 | ↗319 000 | →319 000 | →319 000 |
| 1993     | 1994     | 1995     | 1996     | 1997     | 1998     | 1999     | 2000     | 2001     | 2002     | 2003     | 2004     |
| ↘315 000 | ↘311 000 | ↘310 000 | ↘306 000 | ↘300 000 | ↘299 000 | ↘295 100 | ↘291 600 | ↘289 500 | ↘281 035 | ↘281 000 | ↘277 900 |
| 2005     | 2006     | 2007     | 2008     | 2009     | 2010     | 2011     | 2012     | 2013     | 2014     | 2015     | 2016     |
| ↘275 900 | ↘273 300 | ↘271 600 | ↗272 400 | ↘270 962 | ↘263 906 | ↘263 336 | ↘260 257 | ↘257 891 | ↘254 934 | ↘253 030 | ↘251 283 |
| 2017     | 2018     | 2019     | 2020     | 2021     | 2023     | 2024     | 2025     |          |          |          |          |
| ↘249 810 | ↘248 254 | ↘246 607 | ↘244 768 | ↘238 505 | ↘236 158 | ↘235 488 | ↘233 716 |          |          |          |          |

На 1 января 2025 года по численности населения город находился на 85-м месте из 1124 городов Российской Федерации.
Основной движущей силой роста населения долгие годы была миграция. Строить новый город ехали тысячи переселенцев, вольнонаёмных, комсомольцев и военных со всей страны.
С 1993 года и вплоть до настоящего времени наблюдается снижение численности населения. В результате естественной убыли и миграции в другие города Комсомольск-на-Амуре потерял 84 884 чел.
Национальный состав
По переписи 2010 года национальный состав городского округа составляет:
| Народ                             | Численность чел. (%) |
| --------------------------------- | -------------------- |
| русские                           | 230 097 (87,19 %)    |
| украинцы                          | 4607 (1,75 %)        |
| татары                            | 1861 (0,71 %)        |
| белорусы                          | 1042 (0,39 %)        |
| нанайцы                           | 986 (0,37 %)         |
| азербайджанцы                     | 821 (0,31 %)         |
| корейцы                           | 719 (0,27 %)         |
| мордва                            | 504 (0,19 %)         |
| чуваши                            | 340 (0,13 %)         |
| узбеки                            | 302 (0,11 %)         |
| немцы                             | 282 (0,107 %)        |
| китайцы                           | 259 (0,098 %)        |
| армяне                            | 245 (0,093 %)        |
| башкиры                           | 210 (0,08 %)         |
| евреи                             | 177 (0,067 %)        |
| молдаване                         | 154 (0,058 %)        |
| цыгане                            | 147 (0,056 %)        |
| якуты                             | 143 (0,054 %)        |
| таджики                           | 133 (0,050 %)        |
| буряты                            | 116 (0,044 %)        |
| ульчи                             | 106 (0,040 %)        |
| прочие (более 84 национальностей) | 1327 (0,50 %)        |
| Без национальности                | 19 367 (7,349 %)     |
| Всё население                     | 263 906 (2010 год)   |

В городе проживают представители более 105 национальностей, из них доля коренных народов Дальнего Востока (нанайцы, ульчи, удэгейцы, орочи) менее 0,42 %.

## Административное устройство

### Административное деление

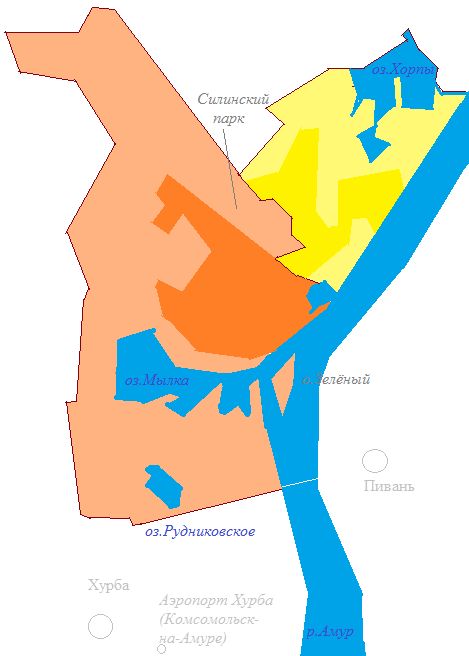
Округа Комсомольска-на-Амуре:
Центральный
Ленинский

Комсомольск-на-Амуре исторически включает две части: центр или «город», где расположено основное предприятие судостроительный завод, и Дзёмги — район, сформировавшийся при строительстве авиационного завода (нынешний КнААЗ). Каждая из частей представляет собой отдельный населённый пункт. Единого центра как такового в городе нет.
Административно город разделён на 2 округа (ранее районы), совпадающие с историческими частями: Ленинский (Дзёмги) и Центральный.
В советский период административно-территориальное деление города отличалось от настоящего. В соответствии с указом Президиума Верховного Совета РСФСР от 19 октября 1943 года были образованы Ленинский, Сталинский и Центральный районы. В Сталинский район входила территория «Амурстали» и привокзального жилого массива.
Указом Президиума Верховного Совета РСФСР «Об упразднении районов города Комсомольска-на-Амуре Хабаровского края» от 7 августа 1957 года районное деление в городе было ликвидировано, но указом от 31 марта 1972 года Президиум Верховного Совета РСФСР вновь разделил Комсомольск-на-Амуре на два района — Ленинский и Центральный.
В советский период горсовету Комсомольска-на-Амуре был подчинён пгт Пивань.

### Местное самоуправление
В соответствии с Уставом города, в структуру органов местного самоуправления входят следующие органы власти:
- представительный орган муниципального образования — городская дума;
- глава муниципального образования — глава города;
- исполнительно-распорядительный орган муниципального образования — администрация города;
- исполнительно-распорядительные органы городских округов — администрации городских округов..

В Комсомольске-на-Амуре расположена администрация Комсомольского района, в состав которого город не входит.

## Экономика

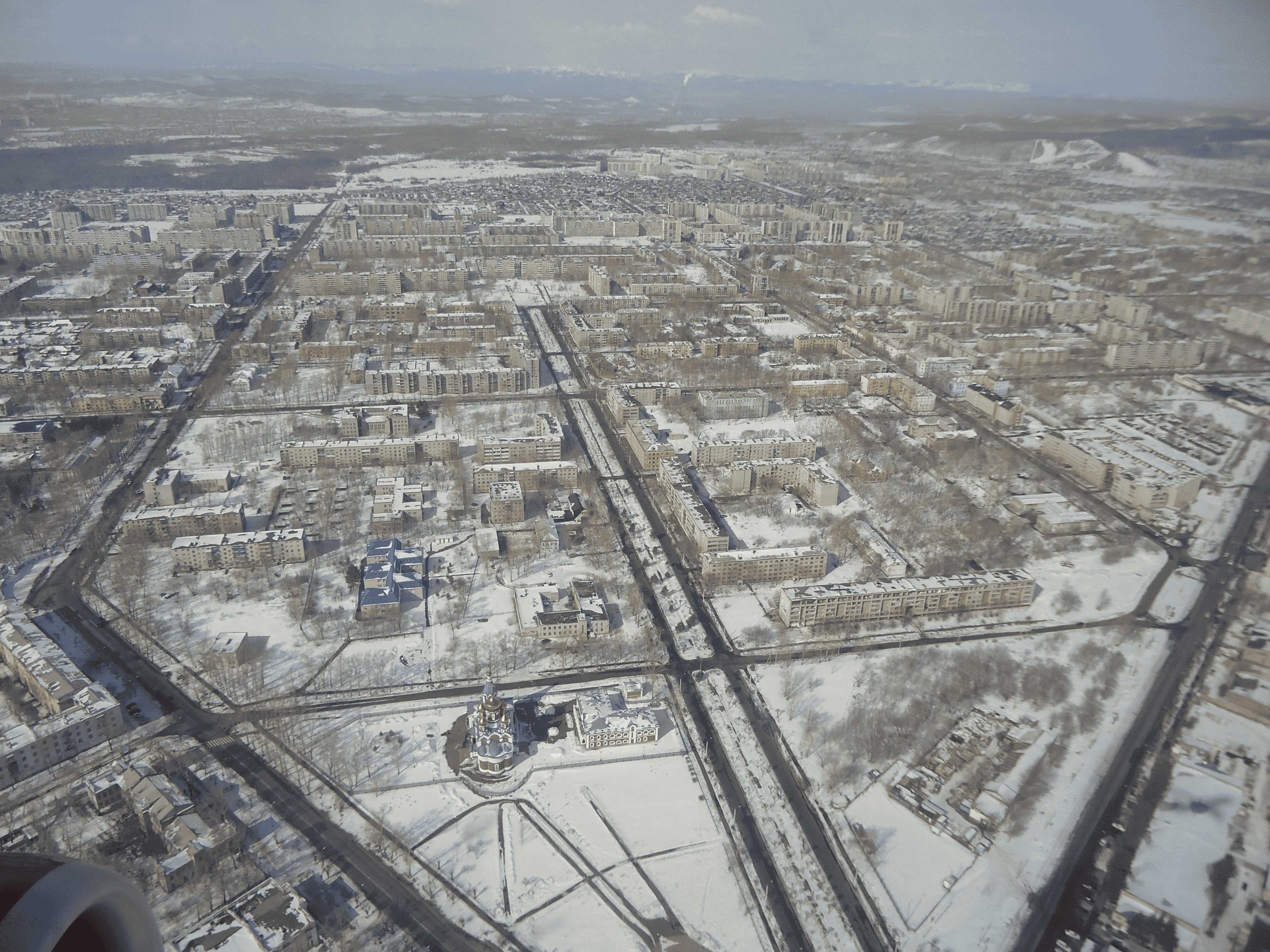
Вид сверху на восточную часть Ленинского района города в 2012 году

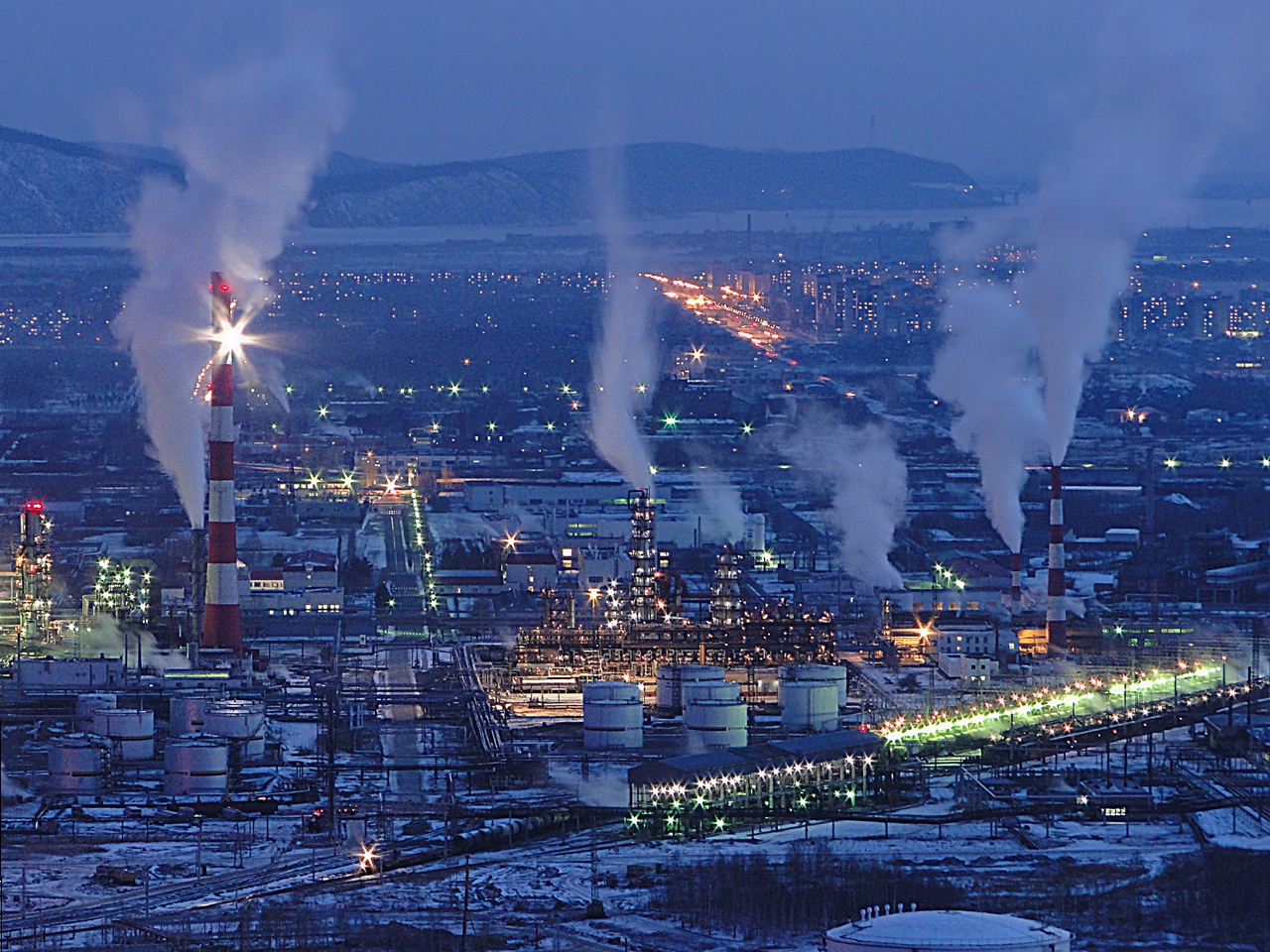
Вид на Ленинский район со стороны КНПЗ

Комсомольск-на-Амуре — один из самых крупных индустриальных центров сосредоточения производств ВПК на Дальнем Востоке, в частности, Хабаровского края и один из экономических центров России. Центр промышленной агломерации, включающей кроме Комсомольска-на-Амуре, город-спутник Амурск, а также более десяти населённых пунктов городского и сельского типов. Производственный потенциал города сосредоточен в высокотехнологичных отраслях машиностроения (авиастроение, судостроение, производство подъёмно-транспортного и литейного оборудования), чёрной металлургии, нефтеперерабатывающей промышленности, электро- и теплоэнергетики. Отличительной особенностью промышленности является высокий удельный вес обрабатывающих отраслей и оборонных производств.
В советское время особенностью города являлась его замкнутость, а также наличие большинства видов промышленности. Практически каждое крупное промышленное предприятие в бытность СССР имело в своём составе непрофильные производства:
КнААЗ — выпуск велосипедов («Космос»), мебели, малых речных судов (катера «Амур»), дельтапланы;
АСЗ — мебель, стиральные машины;
а также дома культуры, гостиницы, базы отдыха, совхозы, спортивные учреждения, летние оздоровительные лагеря.
В середине 1990-х годов Комсомольской агломерации присвоен статус свободной экономической зоны производственного типа. Современная агломерация включает территории трёх муниципальных районов Хабаровского края: Комсомольского, Амурского, Солнечного, а также непосредственно город Комсомольск-на-Амуре.
По данным на 2007 год, в городе действовало 1426 юридических лиц, зарегистрировано более 12 тысяч индивидуальных предпринимателей. В сфере малого предпринимательства занято около 30 тысяч работающих, что составляет более 23 % населения, занятого в экономике города. По данным на конец 2007 года отраслевое распределение занятости населения в малом бизнесе характеризуется преобладанием в сфере оптовой и розничной торговли 36,3 % от общего числа, в промышленности 8,8 %, в строительстве 19,4 %, на транспорте 4,6 %.

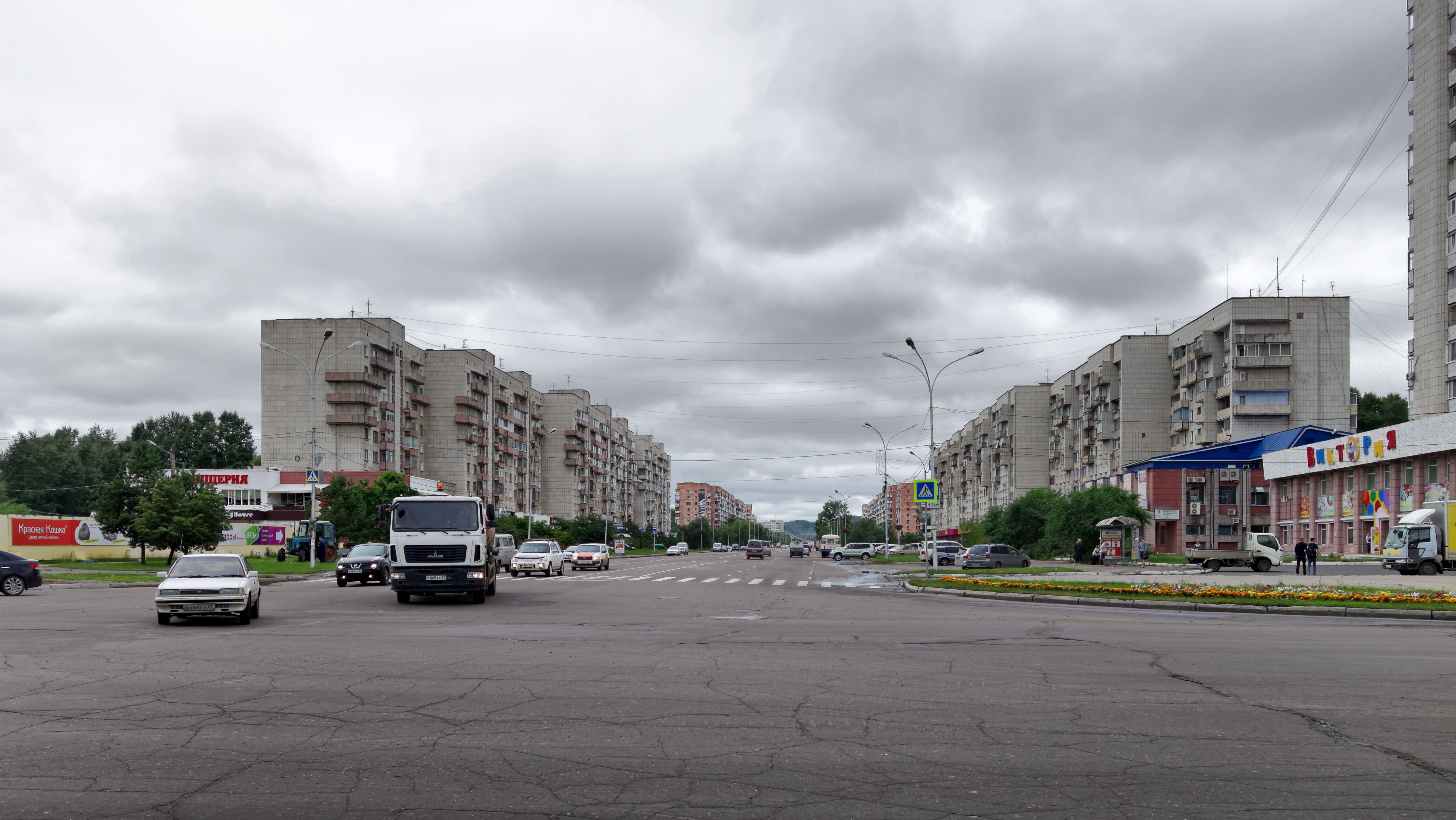
Проспект Первостроителей

Внешнеторговый оборот города в среднем составляет 1,5 миллиарда долларов США, в том числе экспорт 1,1 миллиарда долларов США, импорт — 150 миллионов долларов США. Основными статьями экспорта являются нефтепродукты (до 80 % от общего объёма экспорта), чёрные металлы (10 %), машиностроительная продукция (3 %, в отдельные годы до 90 %), древесина (5 %). В импорте 85 % приходится на машины, оборудование и транспортные средства. Ведущими участниками внешнеэкономической деятельности города являются «ГСС», КнААЗ, (бывший КнААПО) ООО «Роснефть-Комсомольский НПЗ», ПАО «АСЗ», «Торэкс-Хабаровск» (завод «Амурсталь»). Продукция городских предприятий отмечена международными сертификатами качества, а сами предприятия признаны лучшими экспортёрами России, награждены дипломами и медалями международных конкурсов. Контрагентами города во внешней торговле выступают 37 стран, на долю стран Азиатско-Тихоокеанского региона приходится 90 %.
В 2007 году город занял третье место среди городов II категории во всероссийском конкурсе «Самый благоустроенный город России».
Согласно интегральному рейтингу ста крупнейших городов России за 2013 год по версии Санкт-Петербургского института урбанистики Комсомольск-на-Амуре занимает последнее (100-е) место по комфортности проживания.
С начала 1990-х годов и, фактически, по настоящее время город переживает экономический спад, наглядной иллюстрация которого является снижение численности населения с 319 000 человек в 1992 году до 248 000 в 2018 году.

### Промышленность
Экономика характеризуется развитой промышленностью. Ведущие отрасли: нефтегазопереработка, машиностроение, чёрная металлургия, деревообработка, пищевая промышленность.
На территории города располагаются три теплоэлектроцентрали: ТЭЦ-1, ТЭЦ-2 (старейшая, бывший цех Амурского судостроительного завода), ТЭЦ-3.
Нефтегазоперерабатывающая промышленность представлена Комсомольским нефтеперерабатывающим заводом компании «Роснефть» мощностью 8,0 млн тонн в год. Это крупнейший нефтеперерабатывающий комплекс на Дальнем Востоке, нефть поступает из западной Сибири по железной дороге, до аварии на МНП Оха — Комсомольск-на-Амуре поступала на завод с острова Сахалин из города Охи.
Кроме того, в Комсомольске расположены дочерние офисы АО «Газпром газораспределение Дальний Восток» (бывший «Хабаровсккрайгаз»).
В машиностроении значительную долю составляют предприятия военно-промышленного комплекса. Основная продукция: боевые и гражданские самолёты, подводные лодки, буровые установки, корабли каботажного плавания и т. д.

#### Крупнейшие предприятия отрасли
12 июня 1933 года заложен первый камень в фундамент первого цеха Амурского судостроительного завода, послужившего основой для дальнейшего строительства города.
Основные предприятия:

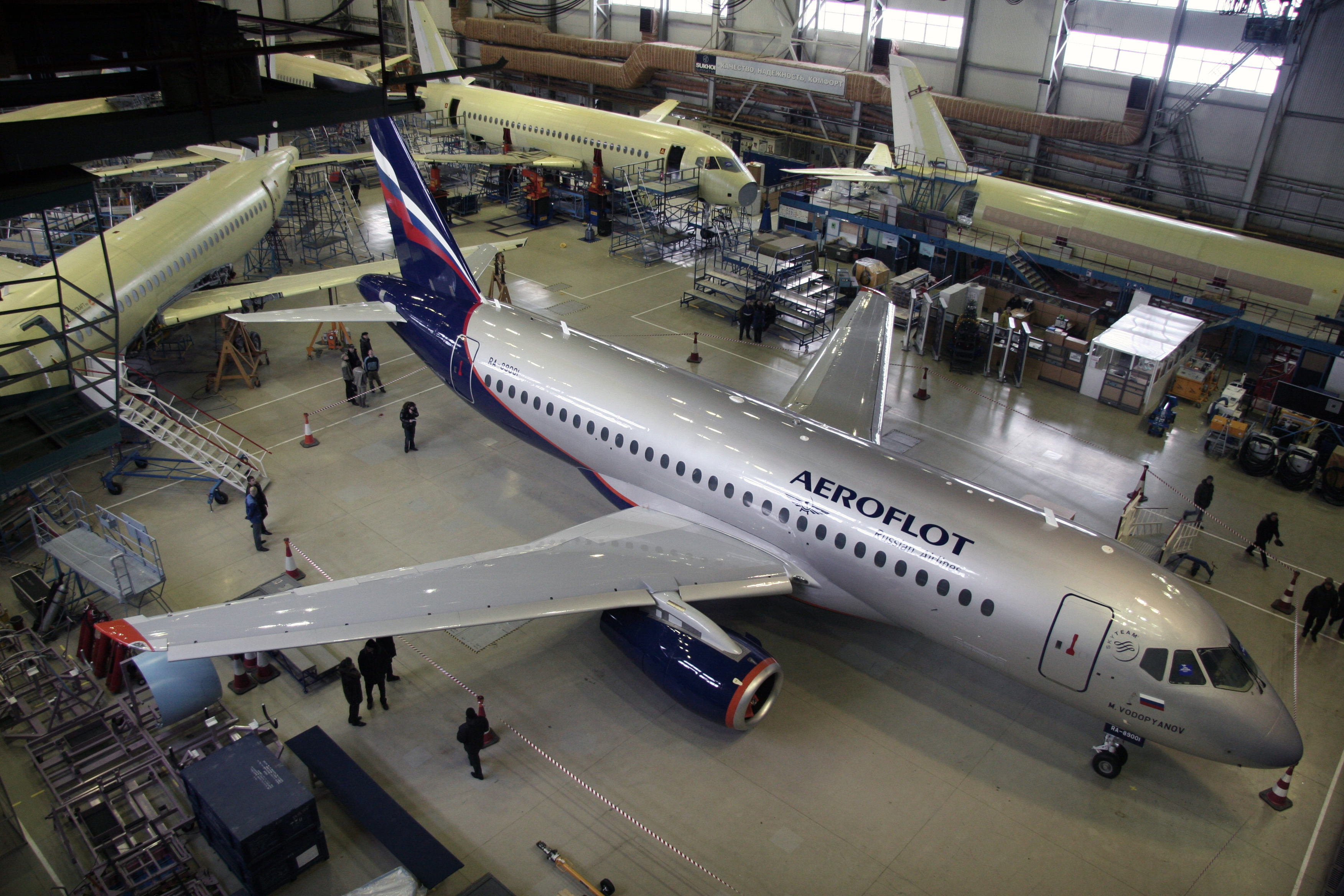
Самолёты «Сухой Суперджет-100» в процессе сборки

- Комсомольский-на-Амуре авиационный завод имени Ю. А. Гагарина (ПАО «КнААЗ») — авиастроение. Выпускает истребители Су-27, Су-30, Су-33, Су-35, Су-57, а также их модификации. До 2007 года реализовывало гражданские авиационные программы Су-80, СА-20П, Бе-103. Производит для АО «Гражданские самолёты Сухого» сегменты фюзеляжа и крыла для среднемагистрального пассажирского самолёта Sukhoi Superjet 100.
- Амурский судостроительный завод — производство судов гражданского и военного назначения. Ранее завод производил атомные и дизельные подводные лодки[79]. Ключевую роль в создании Амурского судостроительного завода сыграл автор проекта завода, корабельный инженер, российский инженер-кораблестроитель Владимир Полиевктович Костенко.
- Комсомольский нефтеперерабатывающий завод.
- АО «Завод твёрдых сплавов» является промышленно-опытной площадкой для филиала Института механики сплошных сред ДВО РАН.
- ПАО «Дальмостострой» — строительство мостов, и мостовых переходов.

Чёрная металлургия представлена заводом «Амурсталь», заложенным в годы Великой Отечественной войны для работы с рудой Николаевского-на-Амуре месторождения. Но она оказалась низкой по содержанию и качеству, поэтому завод перепроектировали на работу с вторичным сырьём. В годы перестройки он был разделён на множество предприятий, некоторые из них продолжают свою деятельность.
- «Амурметалл-литьё».
- Металлургический завод «Амурсталь» (ООО «Торэкс-Хабаровск»). В результате устойчивого роста объёмов производства в чёрной металлургии в 2006 году её доля в структуре промышленного производства возросла до 32,2 %. Производство стали в 2006 году достигло 754,0 тыс. тонн. В 2008 году в ходе реконструкции электро сталеплавильного цеха № 2 был достигнут максимум производства 1 миллион тонн в год. Завод прошёл процедуру внешнего управления ввиду долгов.
- «Амурлитмаш» завод АО «Дальэнергомаш» и делящий с ним производственные цеха АО «Спецэнергомонтаж».

Предприятия химической и нефтехимической промышленности производили кислоту, лаки и краски, взрывчатые вещества, минеральные удобрения и другую продукцию. Крупнейшие предприятия отрасли:
- Электромеханический завод (Комсомольский-на-Амуре аккумуляторный завод), заложенный японскими военнопленными для нужд судостроительного завода (обеспечение аккумуляторными батареями подводных лодок, судов и морских батарей), многократный призёр своей продукции. Продукция, поставляемая на отечественные и зарубежные предприятия, удостаивалась международного знака «Золотой трофей», учреждённого в Швейцарии. В 1996 г. заводу присуждён международный приз Клуба лидеров торговли (г. Франкфурт) «За технологию и качество». Несмотря на это, в 2003—2004 гг завод прекратил своё существование. Ныне цеха используются под гаражи, сдачу в аренду, иное производство.
- Сернокислотный завод (прекратил своё существование).

В городе располагается несколько десятков предприятий пищевой промышленности, объём их производства в 2006 году составил 946,0 млн рублей, крупнейшие из них:
- АО «Комсомольский горпищекомбинат».
- завод «Дальпиво» (пущен в строй в сентябре 1944 года).
- АО «ДАКГОМЗ» — Дальневосточная акционерная компания «Городской молочный завод».
- АО «Птицефабрика» располагается в посёлке Таёжном.
- АО «Хлебозавод № 1» расположен по Северному шоссе.
- АО «Хлебозавод № 3» расположен по ул. Кирова (старейший).
- ФГУП «Комбинат «Амур» — зернохранилище.
- Тепличный агрокомплекс «Восток» возродил своё существование и радует жителей города свежей зеленью.
- Рыбокомбинат (МУП «Комсомольскрыба») стоит на месте бывшей старой площадки самолётостроительного завода. 6 сентября 1946 года сдана в эксплуатацию первая очередь рыбокомбината[80].
- Овощебаза.

Лёгкая промышленность в городе представлена швейной фабрикой АО «Комсомолка». Первая очередь была сдана 1 марта 1958 года, ныне большая часть производственных помещений отдана под торговые центры.
Кроме того, в городе имеются деревообрабатывающие комбинаты, мебельная фабрика, предприятия по производству стройматериалов.
С историей промышленности города непосредственно связан бывший радиоэлектронный завод «Авест», выпускавший бытовую электротехнику: чёрно-белые и цветные телевизоры, DVD-проигрыватели, пылесосы и СВЧ-печи. Возникший в 1993 г. на базе одного из цехов ОАО «КнААПО» как дочернее предприятие, завод несколько лет успешно функционировал, собирая бытовую электротехнику на основе корейских комплектующих. В 2005 году производство было перенесено в Хабаровск, предприятие сменило торговую марку на Evgo, а после 2010 года завод прекратил своё существование.

### Финансы
В 1992 году частными лицами был основано ОАО «Коммерческий банк «Дзёмги» (с 29 марта 2007 года АО «Роял Кредит Банк»). В городе действовал крупнейший региональный банк «Далькомбанк», ныне филиал «МТС-Банка».
Также на рынке представлены филиалы большинства крупнейших российских коммерческих банков: «Сбербанк», «ВТБ», «ОТП Банк», «Росбанк», «Россельхозбанк», «Открытие», «Совкомбанк», «Хоум Кредит».
В банковских отделениях предоставляются различные услуги по вкладам, кредитованию населения и бизнеса, операциям с кредитными картами. Также банковские услуги предоставляются мелкими кредиторскими организациями и кооперативами.

### Потребительский рынок
Первый рынок в городе образовался стихийно на набережной Амура, в районе нынешнего автовокзала. Позднее рынок был перенесён на пл. Кирова, где расположен нынешний Центральный рынок. Осенью на площади перед ДК судостроителей, ДК авиастроителей, ДК «Алмаз» проводятся сезонные плодово-овощные ярмарки. Немаловажную роль продолжает играть вещевой рынок в районе трамвайного парка и рынок на пл. Металлургов.
На продовольственном рынке доминируют рынки и магазины «у дома». Местная розничная сеть «Амбарчик».
Сеть быстрого питания представлена кофейнями, пиццериями, столовыми, кафе.
В городе есть сети магазинов «Бубль-Гум», «Виктория», «Игруля», «Детский мир», специализирующиеся на продаже детских товаров, а также сети супермаркетов «Самбери», «Пятерочка», сеть дискаунтеров «Близкий», магазин «Спортмастер» и другие.
В городе развита система супермаркетов электроники, среди которых наиболее развитую сеть имеют Rbt.ru «Домотехника», DNS, «Эльдорадо» и другие. Среди крупных продавцов, специализирующихся в мобильной электронике, можно выделить сети «МТС», «Мегафон», «Билайн» и другие.
Среди других местных сетей стоит отметить Комсомольский-на-Амуре центральный универмаг (ЦУМ), «Большой универсальный магазин» (БУМ), магазин «Уровень» по продаже строительных и отделочных материалов, торговые центры «Вега», «Выбор», мебельная компания «Олимп» (продажа мебели), «Платинум» и «Сингапур», расположенные в бывших цехах швейной фабрики.

### Туризм и гостиницы
После открытия города его посещают туристы из Китая, Кореи, США, Франции, Японии и других государств, а также жители регионов России. Туристический сезон может продолжаться целый год, но самый большой туристический поток приходится на осень.
В городе действует несколько крупных гостиниц, самые значимые из них:
- «Восход», главная гостиница города,
- гостиница «Космос»
- гостиница «Дзёмги»
- гостиница «Визит»
- центр внешнеэкономических и культурных связей администрации города, расположенный в здании бывшей хрущёвской дачи,
- «Сити», первая гостиница с видом на набережную реки Амур, находящаяся рядом с автовокзалом в здании ДОСААФ.

Крупные предприятия города имеют собственные гостиницы. Также имеются частные гостиницы и пансионаты разных форм собственности и звёздности.
Средняя стоимость однокомнатных квартир по состоянию на апрель 2020 г. составила около 1,8 млн рублей, что эквивалентно малосемейке на окраине Хабаровска. При этом самое дешёвое жильё располагалось на Дзёмгах, самое дорогое — в центре, на проспекте Первостроителей.

## Транспорт

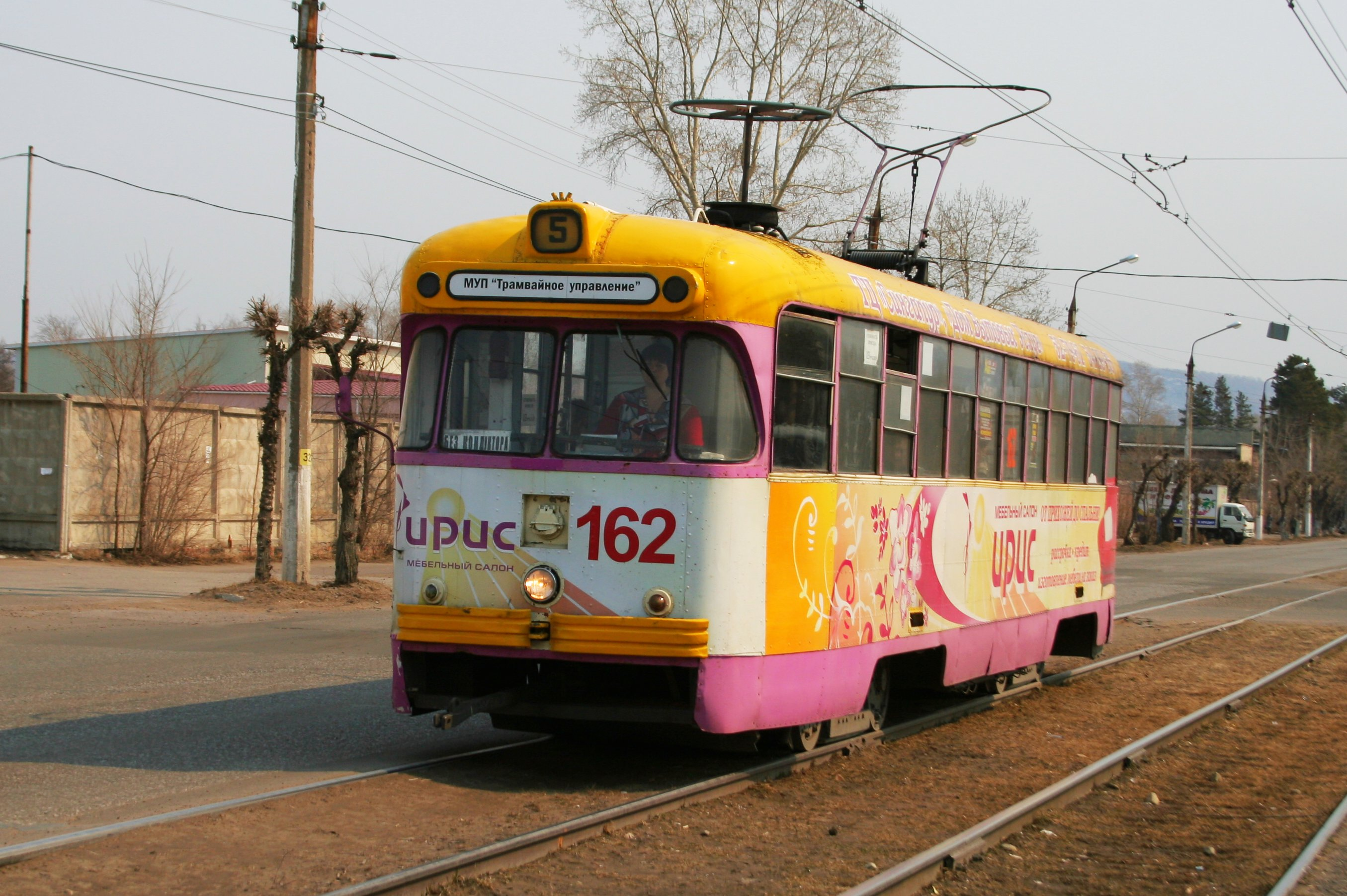
Комсомольский трамвай

Расположение города на пересечении сухопутных и водных магистралей обеспечивает благоприятные транспортные связи. К Комсомольску-на-Амуре привязаны Нижний Амур и Восточный участок БАМа.

### Городской транспорт
Трамвайное движение в городе открыто 6 ноября 1957 года. В городе до 1 октября 2018 года действовали 3 трамвайных маршрута (до 1 апреля 2018 5 маршрутов). С 1 октября 2018 года трамвайное движение закрыто.
Большую долю рынка городского транспорта отвоевали частные автобусы и маршрутные такси, превосходящие трамваи по количеству маршрутов и по количеству единиц транспорта.

### Мосты
На территории города имеется много мостов и путепроводов Ниже отмечены наиболее значимые из них.
- Силинский мост. Комсомольское шоссе протяжённостью 7 км, соединяет Центральный и Ленинский округа города. Шоссе проложено к пятилетию города и сначала было грунтовой дорогой с деревянным мостом через р. Силинку. Почти каждый год в период осеннего паводка деревянный мост сносило. Только спустя 20 лет, в 1967 году построили первый железобетонный мост. Движение по нему было двухполосным, по середине были проложены в шахматном порядке пути для трамвая. Долгие годы в периоды проливных дождей правая часть подъездной дороги к мосту превращалась в маленькое озеро, в котором периодически застревали машины. Для разгрузки трассы и замены старого моста в 2000 г. была построена новая подъездная дорога к Ленинскому округу с новым мостом. Старый мост не разбирается и служит для пешеходного движения.
- Мост через ручей Тёплый Ключ (на некоторых картах Чёрный Ключ) построен на Комсомольском шоссе. Шестиполосный.
- Второй Силинский мост построен по ул. Лазо и соединяет Центральный и Ленинский округа города.
- Мост через протоку озера Мылки для соединения магистралей города с мостом через Амур было решено построить трассу будущего Амурского-Орловского шоссе через данное озеро.
- Железнодорожный мост через р. Силинку построен между автомобильным мостом через в районе кладбища «Старт» и Вторым Силинским мостом для связи между станциями Комсомольск-на-Амуре и Дзёмги.
- Железнодорожный путепровод расположен в центре города на пл. Металлургов. Полностью искусственный, насыпной. Первоначально был деревянным. По нему осуществлялось трамвайное сообщение, осталось только автомобильное.

### Железнодорожный транспорт

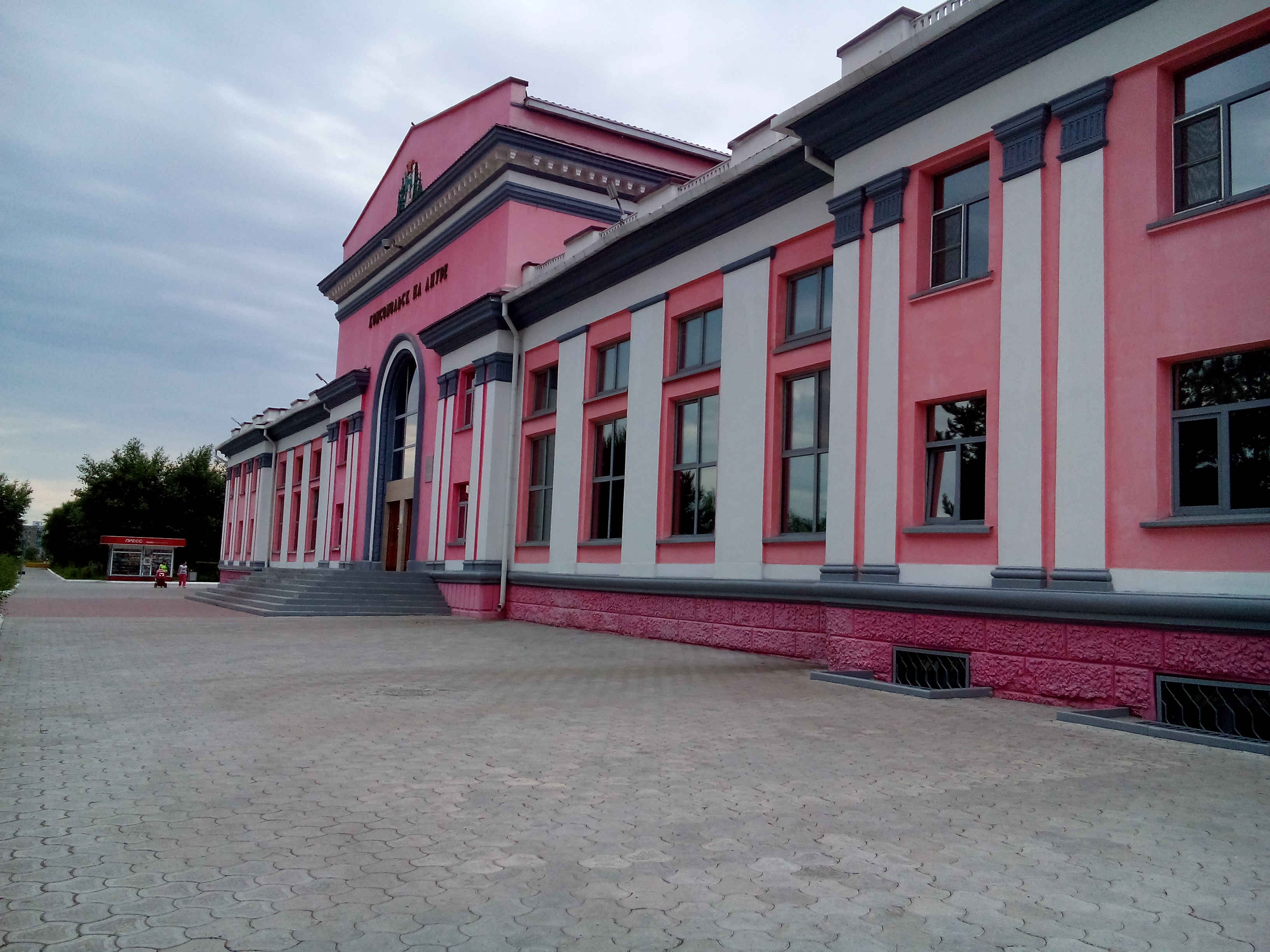
Вокзал станции Комсомольск-на-Амуре

Крупный железнодорожный узел с направлениями на Тынду, Советскую Гавань по БАМу и на Волочаевку-2 по соединительной ветке к Транссибу со станциями Комсомольск-Сортировочный, Комсомольск-на-Амуре (пассажирский вокзал), Дзёмги (нефтеперерабатывающий завод) и Комсомольск-2 на БАМе.
До 2025 года в рамках расширения пропускной способности БАМа планируется коренная реконструкция железнодорожной ветки Волочаевка-2 — Комсомольск-на-Амуре, предусматривающая укладку второго пути и электрификацию.
Регулярное движение пассажирских поездов осуществляется в сторону Хабаровска (фирменный поезд «Юность») и Тынду, а также поездом Владивосток — Советская Гавань. Как грузовые, так и пассажирские поезда обслуживаются тепловозами типа 2ТЭ10МК, 3ТЭ10МК.
Самый первый вокзал был одноэтажным, деревянным, был построен в 1936 году, к прибытию первого поезда. Первый поезд прибыл на станцию Комсомольск 29 марта 1936 года. В составе этого поезда было 28 вагонов, он назывался «рабочим-пассажирским-грузовым-почтово-багажным». Второе здание, тоже из дерева, но трёхэтажное, было построено по проекту и под руководством главного инженера строительства Дальлага А. А. Жукова (1894—1938). Новое современное двухэтажное здание было построено после Великой Отечественной войны, его проект разрабатывали ленинградские архитекторы в конце 1930-х годов. Оно было открыто 4 февраля 1961 году.

#### Паромная переправа
Тридцать лет, с 1945 года до постройки в 1975 году моста через Амур движение через реку в сторону морских портов Советская Гавань и Ванино осуществлялось по паромной переправе (зимой по льду) Комсомольск — Пивань. На переправе работали четыре железнодорожных парома проекта 723.

### Междугородные автобусы
Как минимум с пяти крупных городских остановок осуществляется отправление междугородних автобусов:
- От автовокзала в районе городской набережной курируют автобусы до Солнечного, Селихино, Пивани, Амурска, Биробиджана и Хабаровска.

| №   | Пункт назначения                                 |
| --- | ------------------------------------------------ |
| 102 | Комсомольск — п. Хурба (аэропорт)                |
| 104 | Комсомольск — п. Молодёжный                      |
| 130 | Комсомольск — п. Молодёжный                      |
| 106 | Комсомольск — п. Новый Мир                       |
| 107 | Комсомольск — п. Западный                        |
| 112 | Комсомольск — с. Пивань                          |
| 113 | Комсомольск — п. Верхняя Эконь                   |
| 115 | Комсомольск — п. Галичный                        |
| 122 | Комсомольск — п. Солнечный                       |
| 280 | Комсомольск — п. Снежный-Гурское                 |
| 283 | Комсомольск — п. Гайтер-Картель — Селихино-Парин |

- От автостанции, в районе технического университета курсируют автобусы сообщением Комсомольск-на-Амуре — Хабаровск (маршруты № 301, 304, 310).
- От дворца культуры «Строитель», в районе площади Ленина курсируют автобусы до Чёрного Мыса, Ягодного.
- От железнодорожного вокзала следуют автобусы до Хурмулей, Лиана[87].

### Речной транспорт

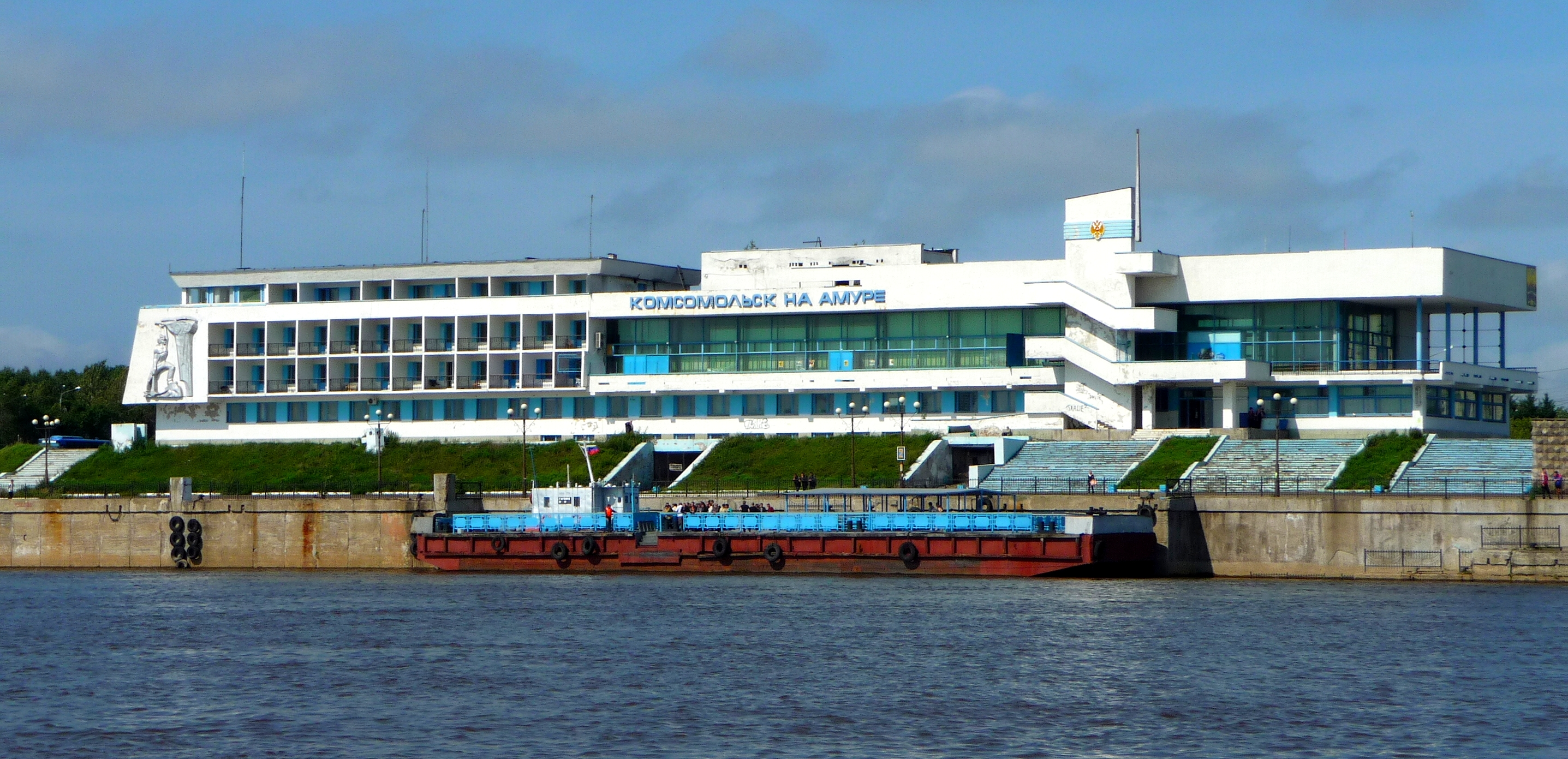
Речной вокзал

Комсомольский-на-Амуре речной порт — второй порт по грузообороту на Амуре, расположен на левом берегу реки, в 569 км от устья и соединён с железнодорожной линией Волочаевка-2 — Комсомольск — Советская Гавань. Имеет русловое расположение причалов. В порт прибывают уголь, лес, промышленно-продовольственные товары, стройматериалы. Переработка грузов комплексно механизирована. Речной порт состоит из двух разделённых частей: грузового порта (посёлок Менделеева или Старая Площадка) и пассажирских причалов с речным вокзалом в центре города.
Оригинальное здание пассажирского речного вокзала было построено по проекту ленинградского архитектора Б. А. Вотинова и открыто 2 мая 1976 года. Считается самым большим речным вокзалом на Амуре. Его очертания напоминают плывущий теплоход, различимы палуба, нос, корма, мостик, труба. Речной вокзал имеет три причала, рассчитанные на разные уровни воды в Амуре, и может принимать суда типа «река-море» водоизмещением до 6 тыс. тонн.
В 2005 году госпредприятие «Комсомольский-на-Амуре речной порт» преобразовалось в ОАО «Амур-порт», а все объекты движимого и недвижимого имущества были переданы Амурским речным пароходством новорождённой компании. Руководитель АО для осуществления своей деятельности должен иметь допуск к государственной тайне.
До перестройки Комсомольский речной порт активно развивался. В период навигации осуществлялось пассажирское сообщение по маршруту Комсомольск-на-Амуре — Пивань каждые 45 минут двумя теплоходами типа ОМ. Осуществлялось ежедневное сообщение по маршруту Комсомольск-на-Амуре — Хабаровск, Комсомольск-на-Амуре — Амурск, Комсомольск-на-Амуре — Николаевск-на-Амуре теплоходами «Метеор» и «Ракета». Более того, теплоходами «Семён Дежнёв», «В. Поярков», «Георгий Седов», «Ерофей Хабаров» (ныне почти все разделаны на металл) и «30 лет ГДР» (проект 301, в 1990 году теплоход был переименован во «Владимир Арсеньев») еженедельно совершались туристические и грузопассажирские перевозки по линии Хабаровск — Комсомольск — Николаевск-на-Амуре. Для этого, недалеко от речного вокзала стоял дебаркадер, так как осадка теплоходов в период малой воды не позволяла им причаливать возле речного вокзала.
До введения в строй моста через Амур железнодорожные перевозки осуществляли паромы. Подъездные пути с железнодорожным рельсами и насыпью до сих пор существуют.
Ныне флот влачит довольно жалкое существование. Многие суда разделаны на металл или проданы. Продолжаются эпизодические дноуглубительные работы по обеспечению гарантированных габаритов транзитных судовых ходов на нижнем и среднем Амуре в условиях эксплуатации Бурейской ГЭС. Здание речного порта сдаётся многим организациям.
Обычно навигация на Амуре продолжается с мая по октябрь. В 2000-е гг. во время навигации от речного вокзала ежедневно отходили «Метеоры» до Хабаровска, а также в Николаевск-на-Амуре. «Метеор» утром, перед отбытием в Николаевск, и вечером, после прибытия оттуда, делал рейс в п. Пивань. В 2013 отменен маршрут «Метеора» в Хабаровск. Теперь для проезда из Хабаровска в Николаевск-на-Амуре необходимо доехать автобусом до Комсомольска и только здесь пересесть на плохо согласованный маршрут «Метеора» до Николаевска. Кроме того, часть прибрежных сел на оставшемся участке речного сообщения лишились дебаркадеров из-за обмеления Амура и несогласованных действий перевозчика и местных администраций.

### Воздушный транспорт
В городе Комсомольске-на-Амуре и окрестностях расположены 3 аэродрома.
- Аэродром Дзёмги расположен в Ленинском округе и делит территорию ПАО «КнААЗ» на две части. Длина взлётной полосы 2500 м позволяет принимать самолёты большинства типов, вплоть до Ан-124 «Руслан». На аэродроме базируется 23-й истребительный авиационный полк (30 Су-27 разных модификаций и Су-35С). Некоторое время осуществлялось пассажирское авиасообщение по маршруту Дзёмги — Москва заводским самолётом Ту-134. В настоящее время пассажирские рейсы не осуществляются за исключением приёма и отправки VIP-персон.[источник не указан 101 день]
- Аэропорт Хурба — основной пассажирский аэропорт Комсомольска. Расположен в 17 км по прямой или в 22 км по дороге, к юго-западу от города в районе с. Хурба. Длина взлётной полосы 2500 м также позволяет принимать самолёты большинства типов с ограничением по массе 170 тонн. Аэропорт с 1989 г. служит запасным для приёма международных рейсов. Хурба — аэродром совместного использования для гражданских и военных целей, на нём базируется 277-й бомбардировочный авиационный полк (24 фронтовых бомбардировщика Су-24М и 24 Су-24М2). Прямое авиасообщение с Москвой осуществлялось до конца 1990-х, а затем в 2009—2015 годах. В 2013 году во время рекордного катастрофического наводнения на Дальнем Востоке существовала угроза подтопления ВПП аэропорта Хурба.[источник не указан 101 день]. В конце 2023 года аэропорт был закрыт на ремонт взлетно-посадочной полосы[89].
- Аэродром Победа расположен на территории между посёлком Победа и Амуром. Первый аэропорт города. Создан как гидропорт восточного участка БАМа и для связи с Хабаровском, Советской Гаванью и Николаевском-на-Амуре. В настоящее время предназначен для лёгкой и сверхлёгкой авиации.[источник не указан 101 день]

## Культура

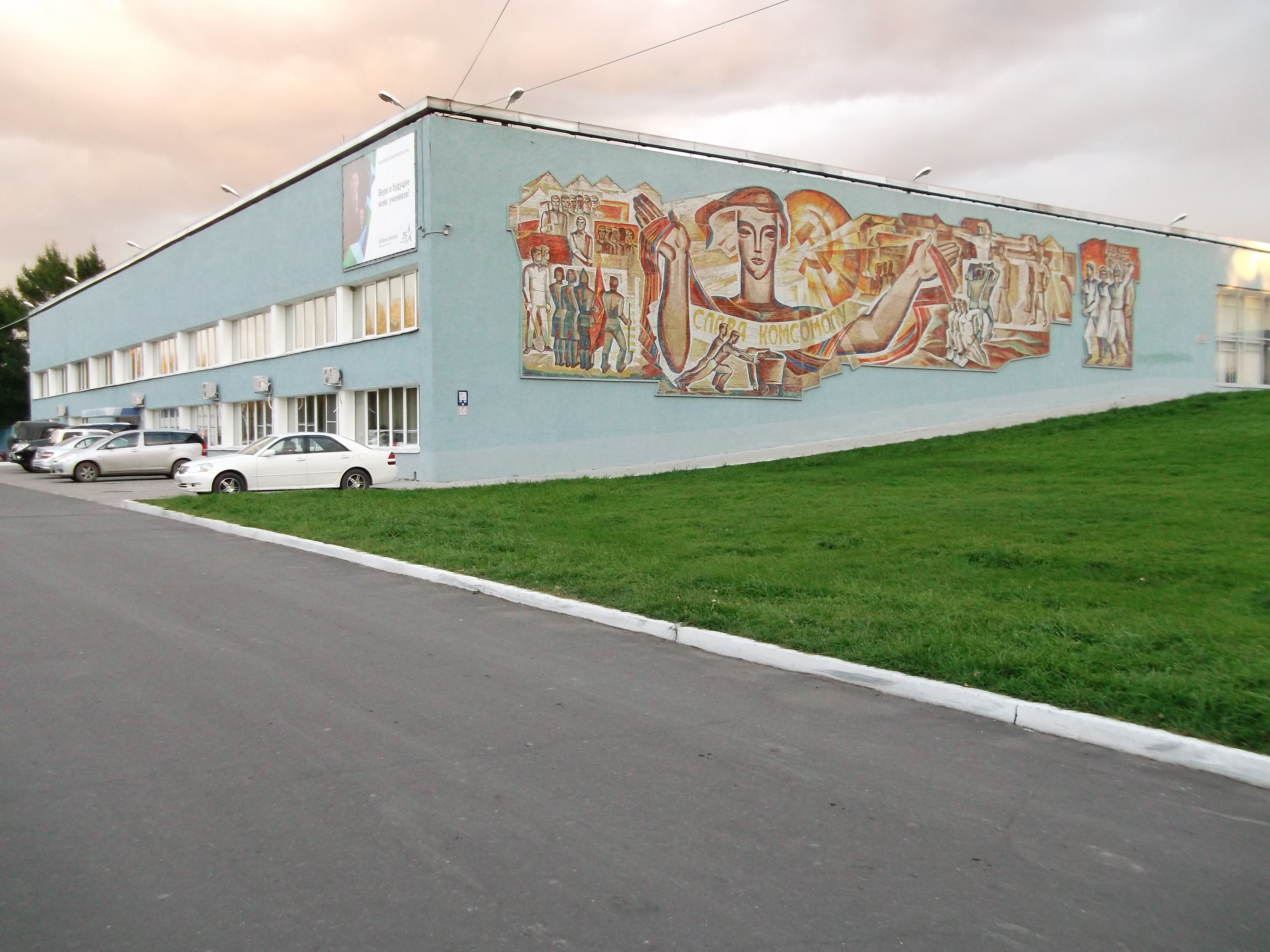
Дом молодёжи

Культурная жизнь города началась с клуба барачного типа «Ударник», открытого 6 ноября 1932 года, ранее расположенного рядом с кинотеатром «Комсомолец». На Дземгах был построен клуб им. Баранова.
- ДК судостроителей с бассейном и библиотекой только для работников. Один из старейших домов культуры, но не сохранивший первоначальный вид. Старое наименование: Дворец культуры завода имени Ленинского комсомола. В нём арендовал помещения театр. Здание давно нуждается в капитальном ремонте, много лет сдаётся в аренду различным организациям, сейчас лишь формально выполняет свои функции.
- ДК авиастроителей расположен в Ленинском округе, бывший Дворец культуры имени 50-летия Октября. Открыт 14 декабря 1963 года. Имеет прекрасный зал и является основным местом для проведения торжественных мероприятий и выступлений гастролёров.
- ГОУ «Краевой дом молодёжи» с бассейном и библиотекой построен на средства ВЛКСМ. У входа высятся три стелы, изготовленные из титана. В стену здания 29 октября 1968 года было замуровано обращение к комсомольцам 2018 года.
- ДК «Строитель».
- Дворец культуры железнодорожников. Открыт 5 января 1963 года. Здание выполнено в стиле послевоенного неоклассицизма[83].
- Хабаровский краевой центр развития творчества детей и юношества.
- ДК «Алмаз».

### Кинотеатры
Старейшим кинотеатром города считается кинотеатр «Комсомолец», стоящий на пл. Кирова. Здание в 1990-х гг. пришло в аварийное состояние и долгое время было заброшено. В 2010 году началась полная реконструкция здания, в 2013 году в нём открыт краеведческий музей. В советский период в городе существовало 9 кинотеатров «Октябрь», «Юность», «Хроника», «ХХХ лет Октября», «Восток», «Звезда», «Дружба», «Луч», «Спартак». В современное время в городе действуют:
- киноцентр «Красный», главный кинотеатр города;
- кинотеатр «Факел», самый старый из действующих кинотеатров города, открытый в мае 1968 года. Его экран 24 x 9 метров;
- кинотеатр U-city, бывший кинотеатр «Юность».

Городу посвящён художественный фильм «Комсомольск», снятый в 1938 году режиссёром Сергеем Герасимовым. Съёмки кинокартины проводились на городской набережной Амура и в селе Пивань.

### Театры

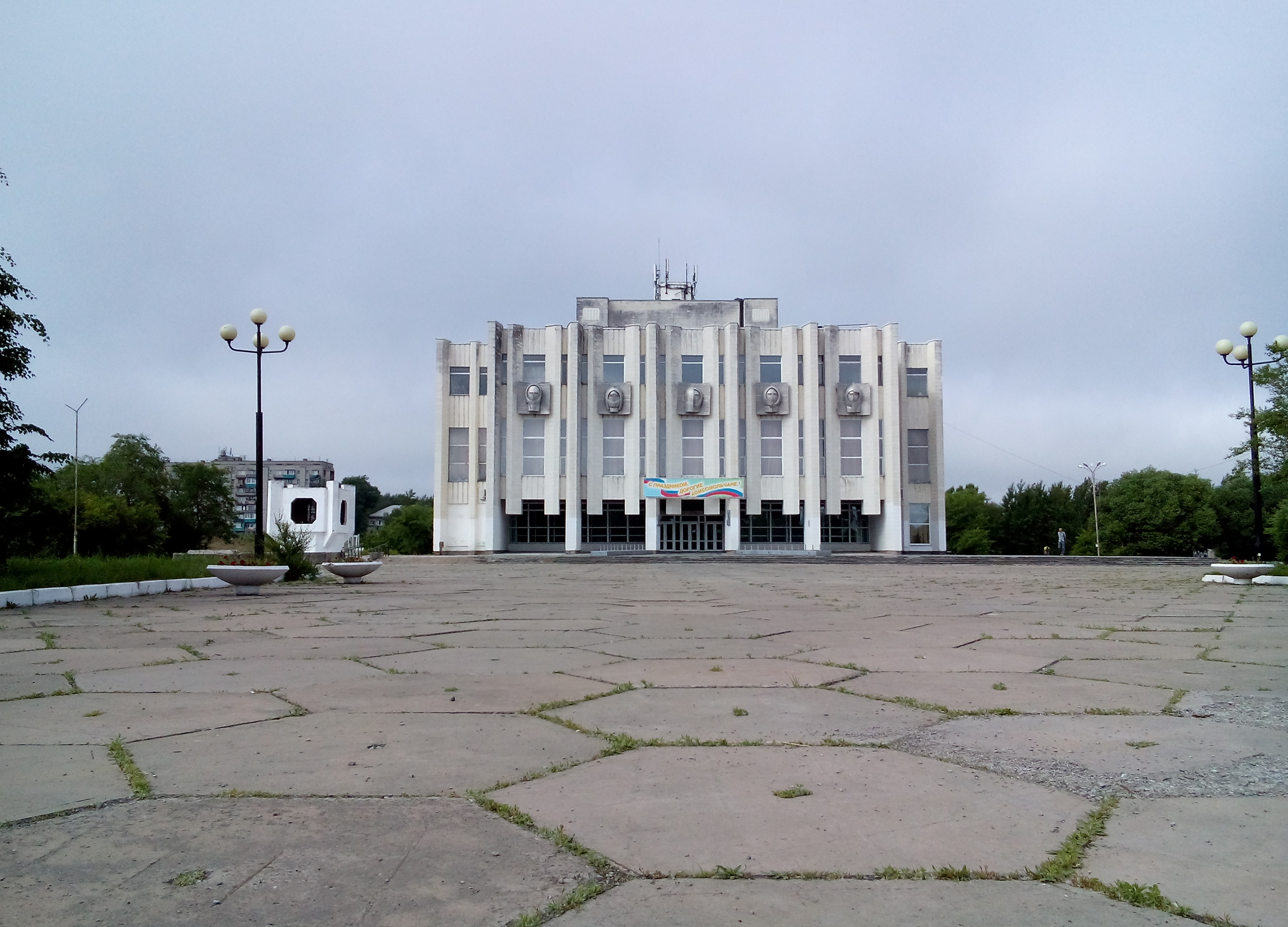
Драматический театр

Благодаря Дальлагу в городе возник театр. Художественным руководителем стал актёр, отбывавший заключение П. А. Вознесенский. Первый спектакль «Чапаев» по произведению Д. Фурманова прошёл 1 января 1934 года.
Драматический театр открыт в апреле 1947 года. Первые постановки проходили в клубе военных строителей (клуб имени 16-летия Октября), который находился на месте нынешнего расположения базы Горводоканала.
Ныне главным театром города является Комсомольский-на-Амуре театр драмы, открытый 7 июня 1982 года в дни празднования 50-летия города.

### Художественные галереи
- Выставочный зал союза художников[90].
- Автономная некоммерческая организация «Галерея современного искусства «Метаморфоза».

### Музеи
- Городской краеведческий музей[91] открыт в 1939 году. Все экспонаты и документы, собранные до 1941 года, потеряны. Нынешняя коллекция берёт своё начало с 1949 года. Имеет несколько коллекций: этнографическая с изделиями из бересты, дерева, кости, металла и ткани, археологическая, охватывающая историю региона с мезолита до средневековья, естественно-историческая коллекция, коллекции гербариев, таксидермических скульптур и почвенных, коллекции произведений искусства и плакатов, фото-, негативный и документальный фонды и коллекция документов о строительстве города в 1930-е годы. В 2011 году началась реконструкция бывшего кинотеатра «Комсомолец», в 2013 г. вся экспозиция музея перевезена в отремонтированное здание кинотеатра.
- Музей изобразительных искусств[92][93] был открыт в 1966 году. Сегодня здесь выставляются произведения искусства советского периода, работы мастеров ближнего зарубежья, изделия традиционного искусства коренных народов Приамурья, произведения художников дальневосточного региона и работы корейских, японских и китайских мастеров. Уникальность этого музея заключается в наличии коллекции китайской народной картины няньхуа второй половины XIX — начала XX веков, единственной в России коллекции живописи американского художника Сергея Бонгарта, коллекции этикеток XIX—XX веков наиболее крупных табачных заводов Москвы, Санкт-Петербурга, стран Европы, Америки, Азии и Африки, коллекции живописи и графики первого профессионального художника Комсомольска-на-Амуре Г. А. Цивилева и многих других художников. В здании музея изобразительных искусств находится детская художественная школа, проводятся культурные мероприятия.

Каждое предприятие имеет свой музей, так или иначе связанный с историей города. Особый интерес вызывает экспозиция экспоцентра КнААЗа, посвящённая истории предприятия.

## Общественная жизнь

### Религиозные организации

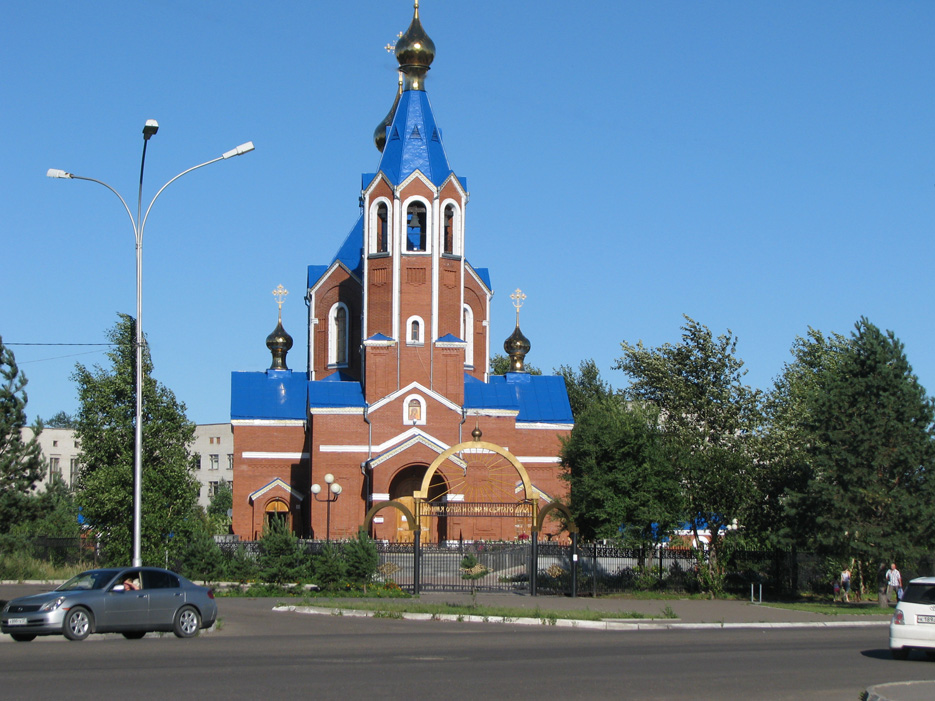
Собор Казанской иконы Божией Матери

В городе представлены такие конфессии, как: православие, иудаизм, ислам, а также баптисты, адвентисты, пятидесятники, методисты и другие.
Христианство
Комсомольск-на-Амуре является кафедральным центром Амурской епархии. Первым известным в Комсомольске-на-Амуре храмом является церковь Успения Пресвятой Богородицы. Точной даты начала деятельности прихода Успения Пресвятой Богородицы установить не удалось. Согласно историческим источникам церковь уже существовала в 70 годы XX века. По информации протоиерея Николая (Н. И. Сальчука), направленной уполномоченному Совета по делам религии при СМ СССР по Хабаровскому краю А. А. Кимарскому в 1970 году в г. Комсомольске-на-Амуре действовало две нелегальных общины православных христиан. Первая собиралась в молитвенном доме по Полярной ул., 60. Вторая община собиралась в молитвенном доме по ул. Лермонтова (пос. Победа). Точного адреса священник указать не смог, так как привозили его ночью. Относительно численности отец Николай пишет: «Исповедуемых было много, точно учесть очень трудно, примерно 200-250 человек». О приезде священника знали лишь ограниченное число верующих, а так бы было намного больше исповедников. Молельня, которую священник упоминает в своём отчёте, располагалась в посёлке Победа, по адресу: ул. Лермонтова, 61. Она располагалась в частном доме и принадлежала общине верующих, которые выкупили этот дом в 1970 г., зарегистрировав на имя одной из «сестер». Дом был небольшой (40 m²), в нём был произведен ремонт: убраны внутренние перегородки, проведено водяное отопление. В целом, он был готов к эксплуатации. Однако, власти заявили о том, что он не пригоден для осуществления обрядовых действий, так как «маловат». С 1973 года верующие основали новый приход в жилом доме по ул. Лермонтова, 68 (площадью 117,1 m²), который был куплен на средства верующих и оборудован как храм, в нём имеется иконостас, внутренняя роспись, алтарь, купол с крестом. Молельный дом периодически посещают около 300 верующих в обычные дни, по воскресеньям церковь посещают 30-60 человек.
Основательницами Свято-Успенского прихода Русской Православной церкви были Шиш Мария Константиновна, Журавлёва Евгения Ивановна, Макарова Валентина Митрофановна, Беговаткина Юлия Ивановна. Они заключили договор на покупку за счёт своих собственных средств домов по адресам: ул. Лермонтова, 83а и 68.
Изначально храм находился в доме по адресу: ул. Лермонтова, 68. За время своего существования он четырежды перестраивался .В 1973—1974 годах, когда приход переводился в дом по ул. Лермонтова, 83а заново перестроена православная церковь с котельной, сторожкой и отдельными подсобными помещениями. В 1980 году был расширен северный предел храма, построена боковая пристройка к храму, а также был умащен бетонным покрытием храмовый двор.
В 2000 году был выполнен косметический ремонт в храме и пристроено крыльцо к центральному входу. В конце 2009 — начале 2010 г. выполнен капитальный ремонт внутри и снаружи храма.
С 8 мая 2007 г. настоятелем прихода Успения Пресвятой Богородицы является иерей Павел Тюрин.
В настоящее время в городе несколько действующих православных храмов, в том числе Кафедральный собор Илии Пророка (Ленинский округ, год постройки: 2007), Собор Казанской иконы Божией Матери (Центральный округ, год постройки: 2001). На территории городского кладбища действует храм Воскресения Христова. В Ленинском округе имеется приход Успения Пресвятой Богородицы. Также в городе есть место расположения сгоревшей церкви, заложенной напротив дома творчества детей и юношества рядом со сквером Вечного огня. Деревянная церковь, построенная на деньги прихожан, сгорела дотла за одну ночь, находясь на стадии завершения строительства.
Кроме православных в городе действуют церкви христиан-адвентистов седьмого дня, евангельских христиан-баптистов, христиан веры евангелькой «Есхол», христиан веры евангельской «Фимиам», христиан веры евангельской пятидесятников («Церковь Бога живого»), местная религиозная организация христиан веры евангельской «Церковь Воскресения Христова» и др.
Иудаизм
В городе действует иудейская община «Яхад», являющаяся частью ФЕОР. Она проводит благотворительную и образовательную деятельность. Расположена по адресу: ул. Васянина, 7/2.
Ислам
В городе активную общественную и религиозную работу проводит татарская национальная организация «Магрифат», которая организует национальные праздники, сабантуи, собирает татарское и башкирское население на национальные мероприятия. 17 июля 2010 года при содействии местной религиозной общины «Нур» при ДУМАЧР было заложено строительство соборной мечети.

### Кладбища
В процессе строительства города захоронения велись стихийно. По мере роста городских районов места захоронения либо сносились бульдозерами, либо переносились. Одним из известных переносов является снос кладбища на месте нынешнего парка отдыха «Железнодорожник». Кроме того, Дальлаг имел свои собственные места захоронения, причём зимой захоронения часто осуществлялись прямо на территории лагерных пунктов.
В настоящее время в черте городского округа имеется три официальных кладбища:
- Кладбище возле микрорайона Старт (15 км от города) — действующее. Захоронения производятся на основании порядка деятельности муниципальных мест погребения г. Комсомольска-на-Амуре (с изменениями на 16 мая 2012 года)[95];
- Кладбище в микрорайоне Менделеева (Старая площадка) — закрыто для захоронений, затапливаемое;
- Кладбище в микрорайоне Амурсталь (на Амурстальевской сопке) — закрыто для захоронений.

Все муниципальные захоронения находятся в ведении МУП СККО «Специализированный комбинат коммунального обслуживания», включая статистический учёт.

### Зоопарк
- Зоологический центр «Питон».

## Образование и наука

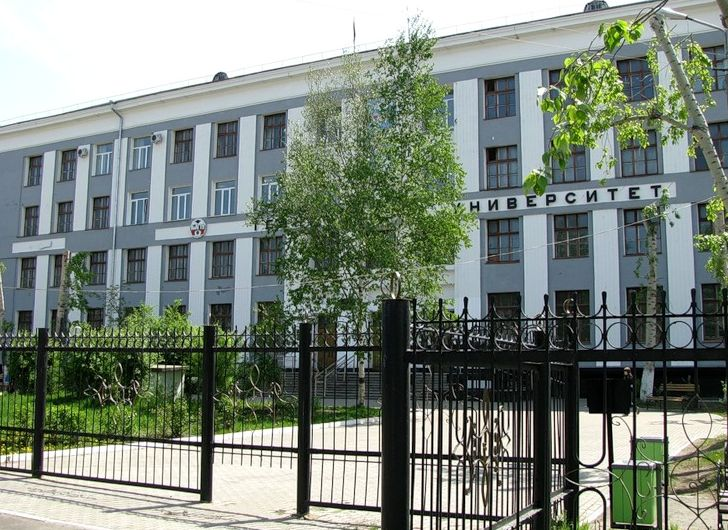
КнАГУ

Комсомольск-на-Амуре — малый научный центр, вся деятельность которого направлена на функционирование и обеспечение деятельности предприятий города. В нём сосредоточены два высших учебных заведения, ведущих разнообразные научные исследования прикладной и фундаментальной тематики. В городе расположен Институт машиноведения и металлургии ДВО РАН. На базе КНААЗ действует суперкомпьютер.

### Высшие учебные заведения
В городе действуют два самостоятельных высших учебных заведения и несколько филиалов высших учебных заведений.
- Амурский гуманитарно-педагогический государственный университет (до 2007 года Комсомольский-на-Амуре государственный педагогический университет, ранее институт). Открыт в 1954 году.
- Комсомольский-на-Амуре государственный университет (до 1994 года Комсомольский-на-Амуре политехнический институт, до 2017 года Комсомольский-на-Амуре государственный технический университет). Открыт в 1955 году.
- Дальневосточный открытый институт (на базе КнАГУ).
- Филиал Современной гуманитарной академии (СГА).
- Хабаровский краевой институт развития образования, филиал ГОУДПО.

### Средние специальные заведения
В городе действует 6 средних специальных учебных заведений (2 техникума, 3 колледжа, около 1 профтехучилища).
- Губернаторский авиастроительный колледж (Межрегиональный центр компетенций) основан путем объединения Губернаторского авиастроительного колледжа и авиационно-технического техникума.
- Строительный колледж.
- Колледж технологий и сервиса (бывший техникум лёгкой промышленности и отраслевых технологий; колледж информационных технологий и сервиса и профессиональное училище № 18).
- Лесопромышленный техникум основан путём объединения профессиональных училищ № 26 и № 14 (бывшее ПТУ № 27).
- Комсомольский-на-Амуре судомеханический техникум имени Героя Советского Союза В. В. Орехова основан путем объединения судомеханического техникума и профессионального училища № 11.
- Комсомольский филиал Хабаровского государственного медицинского колледжа.
- Профессиональное училище № 329 ФСИН

На 2007 год в городе насчитывалось 59 школ, из них,
- школ общеобразовательного типа — 34, включая гимназии, лицей и школ с углублённым изучением предметов,
- школ спортивного направления — 4,
- школы-интернаты, коррекционные и специального типа — 7,
- школы музыкальные — 4,
- школы дополнительного образования (вечерние школы) — 3,
- школы иностранных языков — 2,
- школа дизайна — 1,
- школа-ясли — 1,
- школы другие — 3[96].

## Здравоохранение
Первые больничные помещения в городе представляли собой бараки. Только чуть позже, в 1933—1934 гг. образовался Больничный посёлок (ныне КИУЗ «Молодёжный»). О нём напоминает военный госпиталь и МУЗ «Родильный дом № 2». Первые врачи не только боролись настоем хвойных игл против цинги и куриной слепоты, но и лечили людей после нападения медведей, делали переливания крови, лечили от обморожения.
Здравоохранение в городе носит поликлинико-амбулаторный характер. Для получения более качественной медицинской помощи жители вынуждены обращаться в лечебные организации городов Хабаровска, Москвы, других городов.

### Поликлиники, больницы, диспансеры
Ленинский округ:
- инфекционная больница,
- Комсомольская центральная районная больница,
- городская больница № 2,
- поликлиника № 2,
- поликлиника № 9,
- противотуберкулёзный диспансер.

Центральный округ:
- кожно-венерологический диспансер,
- городская больница № 4, в которой имеется офтальмологическое отделение,
- городская больница № 3,
- городская больница № 7,
- городской наркологический диспансер,
- детская городская больница,
- клиника глазной и пластической хирургии доктора С. В. Широкова, офтальмологический центр,
- онкологическая больница,
- онкологический диспансер,
- отделенческая больница ОАО«РЖД»,
- поликлиника № 1,
- поликлиника № 3,
- поликлиника № 5,
- поликлиника № 7,
- детская поликлиника № 8,
- поликлиника № 10 (бывшая заводская поликлиника завода «Амурсталь»,
- психиатрическая больница.
- поликлиника № 11 (бывшая поликлиника КТЭЦ № 3 в микрорайоне Дружба),
- родильные дома № 1, № 2, № 3,
- ФГБУЗ «МСЧ № 99 ФМБА России» (заводская поликлиника ПАО «АСЗ»),
- станция скорой медицинской помощи,
- станция переливания крови,
- станция дезинфекции (филиал),
- филиал ФГУЗ «Центр гигиены и эпидемиологии в Хабаровском крае» в г. Комсомольске-на-Амуре и Комсомольском районе»,
- территориальный консультативно-диагностический центр.

### Санатории и профилактории
Ленинский округ:
- «Кедр», санаторий-профилакторий,
- Профилакторий для детей сирот и детей, оставшихся без попечения родителей № 2.

Центральный округ:
- Реабилитационный центр для детей и подростков с ограниченными возможностями,
- «Металлург», санаторий-профилакторий.

## Спорт
В Комсомольске-на-Амуре развит спорт. В городе готовят спортсменов по таким олимпийским видам спорта как футбол, баскетбол, бокс, карате, айкидо, греко-римская борьба, вольная борьба, велоспорт, плавание, волейбол, гребля на байдарках и каноэ, спортивная гимнастика, художественная гимнастика, прыжки на батуте, дзюдо, конный спорт, лёгкая атлетика, настольный теннис, парусный спорт, стрельба, теннис, тхэквондо, тяжёлая атлетика, фехтование, лыжные гонки, хоккей. Каждый год (март, апрель) проводится традиционный лыжный лот-марафон «Мяо-чан» на призы Юлии Чепаловой. Особенностью марафона является массовый старт. Соревноваться могут спортсмены разных возрастов и уровня подготовки, и каждый из них сможет самостоятельно выбрать дистанцию по своим силам: 10, 25 или 50 км.
В городе с 2002 года есть профессиональный футбольный клуб «Смена», выступающий в чемпионате России по футболу среди команд второго дивизиона зоны «Восток».
В 2011 году появилась футбольная команда, выступающая в первенстве России по футболу среди команд третьего дивизиона зона «Дальний Восток» — «ДСИ».

### Знаменитые спортсмены
- Юлия Чепалова — лыжница, трёхкратная олимпийская чемпионка.
- Юрий Бережко — волейболист, олимпийский чемпион. Доигровщик московского «Динамо» и сборной России.
- Анастасия Кравченко — двукратная чемпионка мира по спортивному ориентированию (лыжные дисциплины).
- Игорь Никитин — тяжелоатлет, серебряный призёр Олимпийских игр.
- Сергей Плотников — хоккеист, чемпион мира. Нападающий клуба КХЛ «ЦСКА» (Москва) и сборной России.
- Алёна Трапезникова — чемпионка мира по спортивному ориентированию (лыжные дисциплины).
- Иван Штыль — гребец-каноист, бронзовый призёр Олимпийских игр, 12-кратный чемпион мира.
- Юрий Газинский — футболист, игрок сборной России по футболу.

### Спортивные сооружения
История спортивных сооружений ведёт в городе своё начало 7 июня 1934 года, когда на участке, ограниченном современными ул. Кирова, Аллеей Труда, Краснофлотской улицей на месте будущего хлебозавода № 3 и городского рынка, была расчищена площадка, на которой проходили соревнования и тренировки. В 1937 году открылся деревянный стадион. В 1936 году на Дзёмги был построен стадион по ул. Калинина, который долгое время был лучшим спортивным сооружением города.
В 1935 году в Комсомольске открылся аэроклуб.
На 2020 год в городе действуют следующие спортивные сооружения:
Центральный округ:
- стадион «Авангард» (имеет запасное поле) — главный спортивный комплекс города,
- стадион «Строитель»,
- спортивный комплекс «Металлург» в составе закрытого ледового дворца на 1600 посадочных мест, бассейна, стадиона,
- специализированная детско-юношеская спортивная школа олимпийского резерва № 1 (состоит из 2-х частей: современное здание на стадионе «Авангард» и спортивный зал в парке «Строитель»),
- специализированная детско-юношеская школа олимпийского резерва № 2,
- Филиал КГКОУ ДОД «Хабаровская краевая специализированная детско-юношеская школа олимпийского резерва» (киокусинкай, спортивная борьба (греко-римская), дзюдо, бокс, теннис, лыжные гонки, спортивное ориентирование)[97]
- Физкультурно-оздоровительный комплекс по ул. Вокзальной
- спортивный клуб «Швейник»,
- зал бокса «Дружба».

Ленинский округ:
- стадион «Смена»,
- спортивный комплекс «Смена» (имеется бассейн),
- школа бокса «Ринг-85»,
- «Талан», Дальневосточный авиатехнический спортивный клуб (парашютная секция),
- Амур, спортивно-плавательный комплекс.

На набережной рядом с автовокзалом стоит 9-этажное здание Дома военно-технического обучения ДОСААФ, ныне здание используется различными организациями.
Помимо перечисленного, в помещениях домов культуры действуют различные спортивные секции и бассейны. Так, в доме молодёжи имеется бассейн глубиной 2 метра и теннисный корт.
В зимнее время на всех стадионах центральное поле заливается водой для создания ледового поля и возможности катания на коньках.
В городе есть несколько мест для занятий горными лыжами. Горнолыжная трасса «Амурсталь» расположилась в Центральном округе. Её длина составляет 250 м, ширина от 20 до 40 м. На вершину трассы лыжников доставляет бугельный подъёмник. В 100 м от неё находится лыжная база. В Ленинском округе на сопке Полигон находится горнолыжная база «Большевик». Здесь обустроена трасса длиной 370 м и шириной от 30 до 60 м. Работает двухместный бугельный подъёмник. За сопкой Полигон находится лыжная база «Снежинка». В посёлке Большая Хапсоль находится лыжная база «Локомотив» (Физкультурно-спортивный клуб «Локомотив» дирекции социальной сферы Дальневосточной ЖД).
Долгое время в Силинском парке стояла парашютная вышка, впоследствии разобранная на металлолом.

## Архитектура

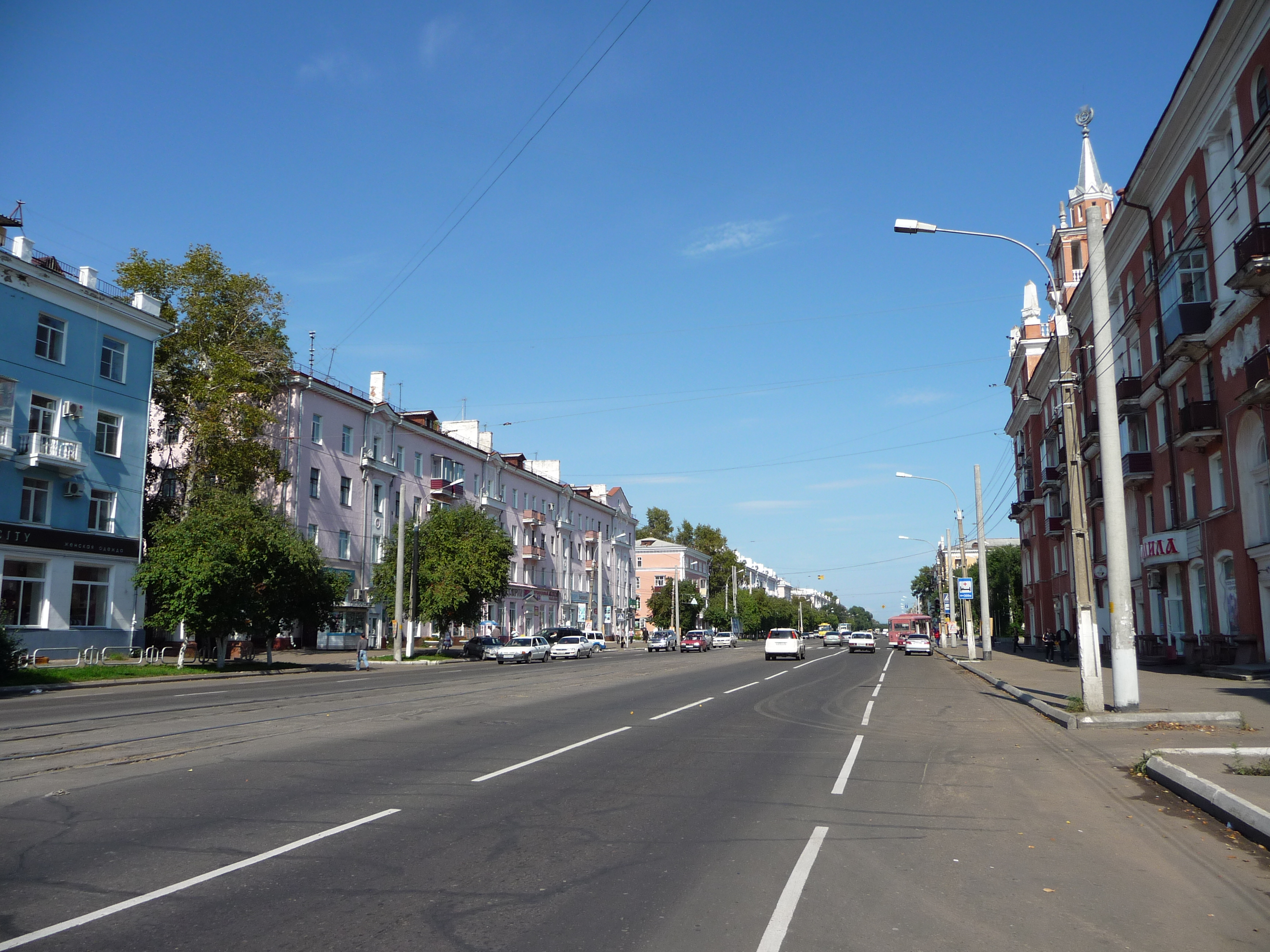
Проспект Ленина

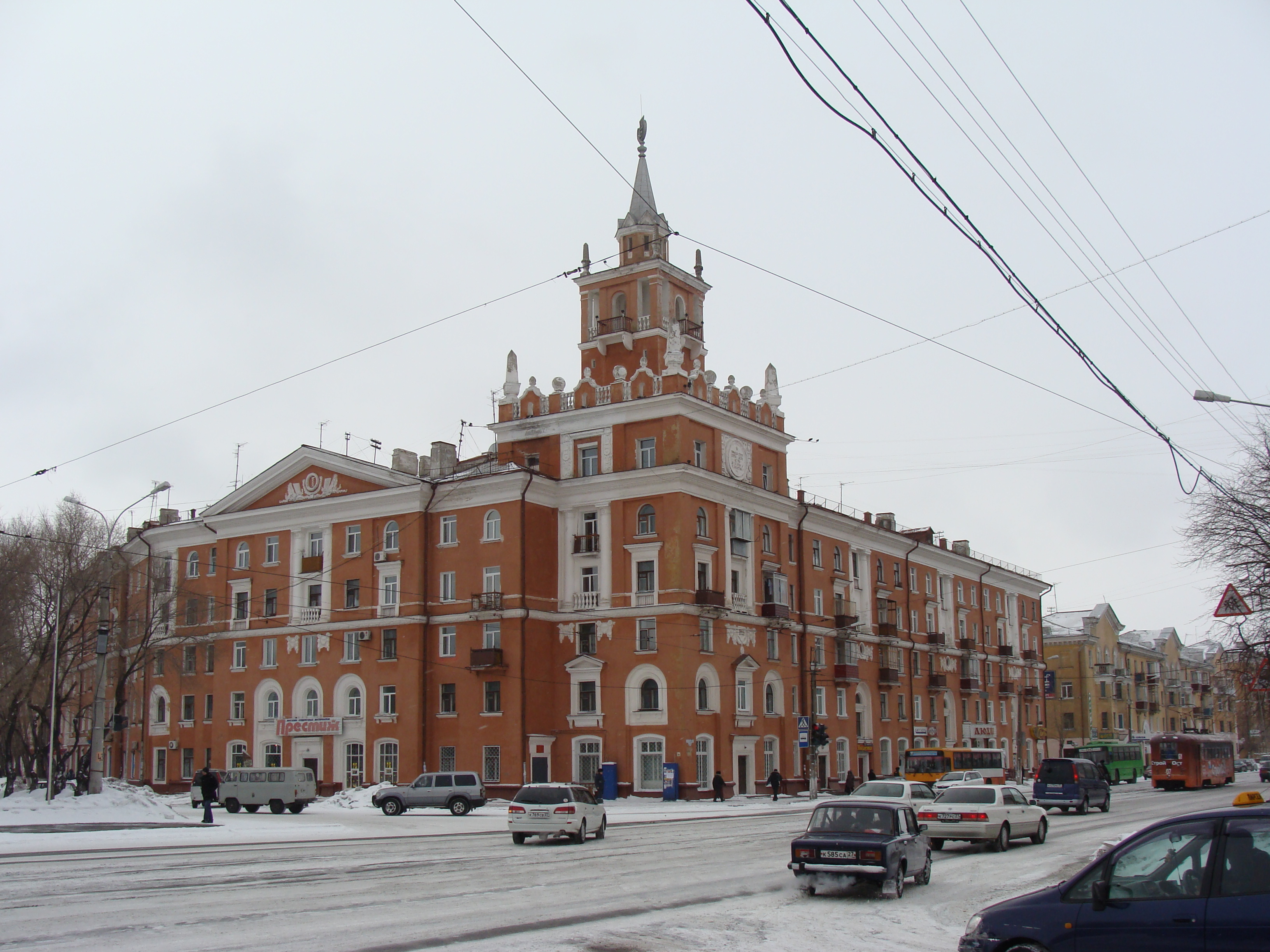
Дом № 21 по улице Ленина (Дом со шпилем)

Строительство Комсомольска начиналось с возведения судостроительного и авиационного заводов и бараков вокруг них. Река Силинка разделяла строительные площадки «Город» и посёлок Дзёмги (ныне Центральный и Ленинский округа) надвое.
Комсомольск задумывался советским руководством как передовой, образцовый социалистический город. Частично эту задумку удалось реализовать. Генеральный план 1934 года, разработанный ленинградскими архитекторами под руководством Б. Данчича, предполагал создание двух центров города в каждой из частей города, имеющих симметричную планировку улиц. Основной центр должен был располагаться в Центральном районе: его ось — главный проспект (ныне проспект Первостроителей), идущий от Амура к Дому Советов. Однако воплощению этого плана помешала начавшаяся Великая Отечественная война. Строительство главного проспекта города на месте пустыря началось только в 1977 году.
Проспекты Ленина и Мира и некоторые другие улицы застроены зданиями в стиле сталинского неоклассицизма. В городе насчитывается 131 объект культурного наследия. С 1990 по 2010 годы Комсомольск входил в список исторических городов России.

### Памятники архитектуры
Несмотря на молодой возраст для города, Комсомольск-на-Амуре до 2010 года был внесён в список исторических мест России — это своеобразный памятник градостроительства на Дальнем Востоке. Он обладает интереснейшей историей, которая отражена в его архитектуре. Композиция города представляет собой лучевую систему, олицетворяющую «город-солнце», а архитектурные ансамбли — классические образцы «дворцовой» монументальной архитектуры.
- Дом № 21 по ул. Ленина строился для работников завода «Амурсталь». Сдан в ноябре 1956 г. Строители: Нижне-Амурский ИТЛ. Является памятником архитектуры.
- Дом хетагуровок — бывший углебетонный дом № 25 по ул. Калинина. Рядом стояли ещё несколько аналогичных зданий. Все они в н. в. снесены. При сносе Дома хетагуровок в 1980-х гг органы городской власти пообещали полностью восстановить его в первоначальном виде с учётом новых материалов. Место ранее занятое домом долгое время оставалось пустым, но в 2011 году на этом месте стало осуществляться строительство 10-подъездного дома для работников КнААЗ. Вопрос о сохранении исторического и архитектурного ансамбля не поднимался.
- Дом № 31 по ул. Кирова — первый капитальный многоквартирный дом города. Является памятником архитектуры.
- Дом № 49 по ул. Кирова, на нём установлена мемориальная доска, посвящённая трём советским лётчицам: Валентине Гризодубовой, Марине Расковой и Полине Осипенко, поселённых в этом доме после их спасения, совершивших в 1938 году беспосадочный перелёт Москва — Дальний Восток и установивших женский мировой рекорд по дальности перелёта. В 1939 году в этом доме был открыт первый в городе универмаг, позже перенесённый в дом № 36 по ул Мира, а с 1948 по 2004 годы в этом здании находилась первая музыкальная школа.
- Дома бригады Щеглова — жилые дома по пер. Щеглова № 2-18 являются памятниками архитектуры.
- Управление паромной переправы — полуразрушенный дом на берегу Амура. Является памятником архитектуры. Во время паводка в 2013 году не пострадал.

#### Символ города
Неофициальным символом Комсомольска-на-Амуре считается Дом со шпилем, возведённый в 1956 году на перекрёстке проспекта Ленина и Октябрьского проспекта, около площади Ленина. На фасаде дома со стороны проспекта Ленина размещена надпись «Труд в СССР есть дело чести доблести и геройства».
Главной площадью Комсомольска-на-Амуре, согласно данным опроса, проведённого на городском интернет-сервере с 18 по 25 октября 2006 года, является площадь Ленина, второе место занимает площадь перед Дворцом культуры судостроителей, которая осенью 2007 года получила имя Юности. До переименования на площади прошли реставрационные работы, были открыты фонтаны, в результате чего популярность площади среди населения Комсомольска-на-Амуре значительно выросла.

### Скульптурные памятники и монументы
Город Комсомольск богат памятниками, воздвигнутыми в честь известных людей города и страны.
- Памятник комсомольцам, погибшим в первые годы строительства (не реализован) на стыке Советской ул., просп. Копылова (бывшего Центрального проспекта) и Уральской ул., сейчас названной площадью Гагарина. Здесь долгое время находился сквер, построенный после Великой Отечественной войны. Участок был обнесён красивой долговременной оградой и в период дождей заболачивался. 12 июня 1937 года здесь был заложен памятник комсомольцам и строителям, погибшим в первые годы строительства. В фундаменте был замурован акт, подписанный большой группой строителей, но сооружать памятник не стали, решив, что лучшим памятником является сам город. На этом месте разбили сквер, а на фундаменте, приготовленном для памятника в 1949 году, установили чашу-фонтан. Спустя 70 лет, сквер подвергся рекультивации, многие деревья были выкорчеваны. В северном углу сквера построили Кафедральный собор Илии Пророка и приют для мальчиков (семинария), строительство шло на средства КнААПО, а также на добровольно-принудительную подписку. Фонтан с чашей сохранился до настоящего времени. До реконструкции сквера на площади находилась центральная остановка городских автобусов. В настоящее время она перенесена вниз по улице Уральской.
- Бюст космонавта В. В. Рюмина, дважды Героя Советского Союза, уроженца города находится в Ленинском округе, на пересечении ул. Калинина и просп. Копылова.
- Памятник Ю. А. Гагарину был установлен 2 июня 1982 года на одноимённой площади.

Мемориальный комплекс «Землякам-комсомольчанам, павшим в боях за Родину в суровые годы Великой Отечественной войны»

- Мемориальный комплекс «Землякам-комсомольчанам, павшим в боях за Родину в суровые годы Великой Отечественной войны» открыт 24 июня 1972 года в дни празднования 40-летия города. 9 мая 1975 года зажжён Вечный огонь, начиная с 1977 года, с 8 мая по 8 ноября у него устанавливается Почётный караул. В 1993 году указаны фамилии погибших на фронте комсомольчан. В 2009 году убрана земля из-под пилонов и фамилий.
- Скульптура Туманова «Комсомольцам 30-х годов» установлена 8 июля 1967 года на пл. Юности возле Дома молодёжи. Сооружён на средства от комсомольских воскресников и товарищеских матчей по футболу. Автор проекта московский скульптор А. Н. Туманов.
- Памятный камень установлен на Набережной, на месте высадки первых строителей-комсомольцев, прибывших по комсомольским путёвкам 10 мая 1932 года. Камень весом 23 тонны привезён из Солнечного района (порода — кварцевый диорит). Скульптор С. В. Николин. Охраняется государством. Мемориальный камень открыт 14 июня 1967 года.
- Памятник участникам ледового перехода 1934-35 гг «Воин-строитель» воздвигнут в Яблоневом парке у драматического театра. Установлен в 2002 году. Автор С. В. Николин.

Памятник Первостроителям

- Памятник Первостроителям открыт к 50-летию города 10 июня 1982 года на набережной Амура. Авторы проекта И. Е. Репина, скульпторы Э. В. Горевой, С. А. Кубасов, Н. М. Атаев, архитекторы Н. А. Соколов, Е. И. Русаков, А. В. Гутков. Отлит на Ленинградском заводе «Монумент и скульптура». Монумент не раз подвергался актам вандализма. Рядом с памятником открыли фонтан. Среди комсомольчан памятник имеет несколько названий: «За червями…»
- Памятник Кирову С. М. находится на одноимённой площади (бывшая Круглая пл.)
- Мемориальный комплекс «Павшим в боях Великой Отечественной войны 1941—1945 гг.» — расположен на пл. С. О. Макарова. Авторы: скульптор В. Л. Шкраб и архитектор Н. С. Панов. Первая часть комплекса? солдатское сердце, пробитое пулей, открыта 24 октября 1968 (65?) года.
- Памятник лётчику Герою Советского Союза Алексею Маресьеву, первостроителю города Комсомольска-на-Амуре открыт в 2005 году в сквере у кинотеатра «Факел». Автор Н. С. Ивлева.
- Памятный знак жертвам политических репрессий установлен в сквере около здания народного суда 21 октября 1990 года городским комитетом «Мемориал».
- Памятный знак японским военнопленным был открыт 5 октября 1991 года. Он установлен в сквере на проспекте Мира около гостиницы «Амур», построенной японскими военнопленными в 1947 году.
- Памятник погибшим при поиске самолёта «Родина» выполнен из хорошо сохранившегося хвостового оперения «Дугласа». Установлен напротив дома № 49 по ул. Кирова.
- Памятный знак Островскому Н. А. был установлен и торжественно открыт 16 ноября 1990 года на площади у центральной городской библиотеки им. Н. Островского. Скульптор Валентина Старожук.
- Бюст В. К. Блюхера был установлен 30 октября 1990 года возле средней школы № 50 (Краснофлотская ул., 44) по инициативе коллектива учителей и учеников школы. Скульптор В. А. Серяков.
- Мемориал сотрудникам УВД погибшим при исполнении служебных обязанностей. На плитах из чёрного мрамора нанесены их фамилии с указанием дат рождения, гибели и занимаемых должностей. Открыт 10 ноября 2000 года около здания городского управления внутренних дел (ул. Мира, 15)
- Стела и сквер на просп. Победы. Дата открытия 7 мая 2005 года, установлен на пересечение Советской улицы и проспекта Победы (бывшая Одесская ул.) в честь ознаменования 60-летия Победы в Великой Отечественной войне 1941—1945 годов.
- Памятный знак строителям Пиванского тоннеля БАМа и жертвам политических репрессий находится напротив города на правом берегу Амура на склоне Пиванской сопки, недалеко от входа в туннель. Установлен энтузиастами.
- Слава городу юности на площади перед бывшим ДК «Кристалл» установлена многометровая железобетонная колонна. У её подножия установлен железобетонный макет шалаша, одного из первых жилищ первостроителей. В верхней части колонны надпись: «Слава городу юности!», ниже изображение ордена Ленина, которым награждён город.
- Паровоз-памятник Еа−2885 установлен на территории Комсомольского локомотивного депо.
- Памятник участникам боевых действий, погибшим при выполнении воинского и служебного долга открыт 15 февраля 2013 года в день памяти о россиянах, исполнявших служебный долг за пределами Отечества. В колокол памятника может позвонить каждый его посетитель.
- Стела «Комсомольск-на-Амуре — город трудовой славы» установлена на пересечение Аллеи труда Интернационального проспекта. В ночное время подсвечивается.

Фонтан в парке «Судостроитель»

На Амурском и Хумминском шоссе при въезде в город установлены памятные въездные стелы. Также, как и в любом другом городе имеются памятник Ленину (скульптор А. М. Портянко, архитекторы: В. Т. Шимко, А. С Демирханов (Москва) Памятник выполнен в духе советской неоклассики. Открыт 15 июня 1957 года на одноимённой площади, памятник М. И. Калинину открыт в июне 1982 года в память о совершённой в 1923 году поездке М. И. Калинина по Дальнему Востоку. Скульптор Ивлева Н. С., архитектор Муратова Г. Н.).
Значимы в истории города мемориальные доски первому художнику города Г. А. Цивилёву (ул Мира, 12), заслуженному врачу РСФСР В. Л. Пендрие (дом № 20 по проспекту Мира), Орехову В. В. (на фасаде судостроительного лицея № 6), Дикопольцеву Е. (на здании гимназии № 1 и педагогического университета) , Ллойду Паттерсону (на здании радиотелецентра), Задорнову Н. П. (на здании драмтеатра, рядом с центральным входом), Хлебникову Г. Н. (на фасаде дома № 7 по Пионерской ул.) и др.
Имеются памятные знаки на территории ПАО КнААЗ и на территории Амурского судостроительного завода:
- Многометровая колоннада установлена 1 июля 1976 года на заводской площади АСЗ, у её подножья крупно начертано: «Первостроителям в благодарность от трудящихся завода».

На территории Комсомольского нефтезавода установлена стела памяти погибших работников завода в годы Великой Отечественной войны. У стелы заложена гильза с письмом участников войны потомкам. Гильза должна быть вскрыта в мае 2045 года, в день 100-летия Победы в Великой Отечественной войне.
Ещё одним памятником считается Силинский лес, расположенный в границах лесопарковой зоны Силинского парка. Это кедрово-широколиственный лес, в котором часто проводят научные и исследовательские работы студенты педагогического университета. Здесь же расположен визит-центр заповедника «Комсомольский», где проводятся различные природоохранные мероприятия, а также находится кедрово-тисовая роща, памятник природы краевого значения, располагающийся в окрестностях турбазы «Снежинка».
На территории городского кладбища есть аллея захоронений Почётных людей города, мемориал погибшим кораблестроителям, мемориал погибшим в кафе «Чародейка» 22 февраля 2001 года.

## Связь

### Телекоммуникации и Интернет
Почтовой связью жителей города обеспечивает обособленное структурное подразделение почтамта УФПС Хабаровского края — филиал ФГУП «Почта России», одно из старейших предприятий города. «Почта России», как победитель конкурса министерства связи Российской Федерации по реализации национального проекта, осуществляет через почтамты города оборудование пунктов коллективного доступа в Интернет. Таких по городу 57 штук.

### Кабельное телевидение
В городе развита сеть кабельного телевидения с широким охватом эфирных и спутниковых телевизионных каналов:
- КТВ (АО «МТС»)[103] более 120 каналов;
- IP-TV (ПАО «Ростелеком») более 110 каналов;
- IP-TV и КТВ (ООО «Элком Связь»)[104] более 180 каналов;

### Фиксированный доступ в Интернет
По типам подключения преобладает технология Ethernet (более 80 %).В городе имеются Интернет-провайдеры:
- «ТТК» — проводной интернет (АО «Транстелеком»);
- «МТС» — проводной и беспроводной интернет (ранее ЗАО «Комстар-Регионы», ранее «Комтек», ЗАО «Тинет»);
- «Ростелеком» — проводной интернет (Хабаровский филиал ПАО «Ростелеком», до 2011 года — ОАО «Дальсвязь»);
- «ИТЦ» — проводной и беспроводной интернет (ООО «ИТЦ-Связь»);
- «Энфорта» — беспроводной интернет (ООО «Престиж-интернет»);
- EastNet — проводной и беспроводной интернет (АО «Комсомольские компьютерные сети»);
- «Дальтек» (ООО «Дальтек») — проводной и беспроводной интернет;
- Lime Telecom — беспроводной интернет (ООО "РА РТС «РОСНЕТ»);
- «Элком Интернет» — проводной и беспроводной интернет, также запущена сеть GPON (ООО «Элком Связь»);

### Фиксированная связь
Услуги фиксированной телефонной связи в городе предоставляет Хабаровский филиал ПАО «Ростелеком», «Энфорта» и Lime Telecom.
Нумерация телефонов в городе 6-значная (до 2000-х годов была 5-значной).

### Сотовая связь
В Комсомольске-на-Амуре действуют сети пяти операторов сотовой связи: «МТС», «МегаФон», «Билайн», Yota (дочерняя компания ПАО «МегаФон») и Tele2.
22 марта 2012 года «МегаФон» ввёл в эксплуатацию сеть связи третьего поколения (3G) в г. Комсомольске-на-Амуре в частотном диапазоне 900 МГц (стандарт UMTS). Непременным условием запуска сети 3G в Комсомольске-на-Амуре было обязательное соблюдение и выполнение мероприятий по обеспечению электромагнитной совместимости сети с радиоэлектронными средствами (РЭС) военного назначения в районе города. Развёртывание сетей третьего поколения стандарта IMT-2000/UMTS по условиям электромагнитной совместимости с РЭС военного назначения запрещено в зоне радиусом 60 км вокруг города. Размещение оборудования сетей третьего поколения в зоне радиусом 60-300 км от города возможно с учётом выполнения жёстких ограничений со стороны Министерства обороны РФ.
4 декабря 2013 года «МТС» запустила в коммерческую эксплуатацию сеть 4G (LTE). Сеть доступна на территории всех школ и высших учебных заведений города, а также в местах наибольшей генерации data-трафика — центре города, торговых центрах.
15 августа 2014 г. 4G (LTE) запустил сотовый оператор «МегаФон».
8 сентября 2022 года Tele2 запустила в эксплуатацию сеть в стандартах GSM-1800 и LTE

## Средства массовой информации

### Печать

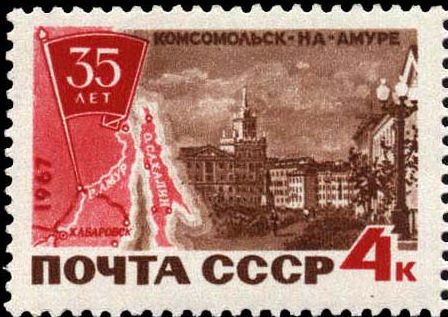
Почтовая марка СССР, 1967 год. 35 лет Комсомольску-на-Амуре

В Комсомольске-на-Амуре действует не менее 10 печатных СМИ. Самая главная и старейшая газета города «Дальневосточный Комсомольск», её первый номер вышел 1 июля 1932 г. До 22 июля 1932 года газета носила двойное название «Амурский ударник — Тихоокеанская звезда». Первым редактором был А. С. Маловечкин. Начиная с 1937 года, редакция находится на улице Кирова, 31. Газета является официальным изданием города. В советское время в доме по улице Кирова, 35 находилась редакция газеты «Путь к коммунизму».
Крупные заводы имеют свои печатные издания:
- «Крылья Советов» (газета КнААЗ),
- «Амурец» (АСЗ),
- «За сталь» (печатное издание «Амурметалл»).

Некоторые комсомольские СМИ на сайтах имеют информационные ленты.

### Радио
В городе вещает 20 радиостанций в диапазонах FM и СВ:
- 765 кГц — Восток России (региональная радиостанция)
- 87,80 МГц — Европа Плюс
- 88,50 МГц — Авторадио
- 88,90 МГц — Восток России (региональная радиостанция)
- 89,40 МГц — Радио Маяк
- 89,80 МГц — Радио ENERGY
- 90,20 МГц — Вещание планируется
- 90,70 МГц — Радио Русский Хит
- 91,10 МГц — Вести FМ
- 91,50 МГц — Радио Искатель
- 91,90 МГц — Radio Record
- 98,70 МГц — Comedy Radio
- 99,50 МГц — Like FM
- 99,90 МГц —  Радио Вера
- 100,50 МГц — Радио Шансон
- 101,70 МГц — Дорожное радио
- 102,20 МГц — Русское радио
- 104,10 МГц — Love Radio
- 104,70 МГц — Ретро FM
- 105,20 МГц — Радио России / ГТРК Дальневосточная
- 106,30 МГц — Радио 2 (местная радиостанция)
- 107,20 МГц — Радио Дача

### Телевидение
В августе 1956 года группа инженеров оборудовала любительский телецентр. После оснащения новой аппаратурой 12 сентября 1960 был открыт малый государственный телецентр.
С 9 декабря 1960 года ведёт свой отсчёт Комсомольская студия телевидения с телецентром по Молодогвардейской ул. и передающей станцией.
13 октября 1967 года вошла в строй приёмная станция «Орбита». С вводом в строй орбитальной группировки спутников, надобность в подобном сооружении отпала. Здание, много лет простоявшее на консервации, ныне превратилось в ресторан украинской кухни «Шинок «Первач».
Сегодня ГТРК «Комсомольск» осуществляет телевизионное вещание на канале «Россия 24» и «НТВ» общим объёмом недельного вещания более 17 часов. На комсомольском телевидении выходило ряд передач: «Мангбо Найни», в 1990-х годах «Примите наши поздравления» (некое подобие MTV). ГТРК «Комсомольск» была реорганизована в Комсомольское отделение ГТРК «Дальневосточная», а после перехода на цифровое вещание, 3 декабря 2018 года прекратила своё существование. как и её коллеги в Воркуте, Магнитогорске и других городах, не являющихся центрами субъектов федерации (кроме Норильска).
В 2010 году в Комсомольске-на-Амуре начались работы по строительству сети эфирного цифрового вещания первого федерального мультиплекса в стандарте DVB-T. В настоящее время в городе транслируются программы первого (26 ТВК) и второго (33 ТВК) мультиплексов ЦЭТВ в формате DVB-T2. Также в Комсомольске-на-Амуре развивается кабельное телевидение «МТС» (Тинет\Комстар), «Дальсвязь» (Ростелеком). Кроме этого, в последнее время получило широкое распространение спутниковое телевидение.
В 2021 году в городе открыл свой корреспондентский пункт хабаровский телеканал 6ТВ, и организовал выпуск ежедневных городских на телеканале «Комсомольское время».

## Города-спутники
Город имеет город-спутник Амурск, с которым Комсомольск-на-Амуре неразрывно связан экономическими и транспортными связями. Также, спутниками-города считаются посёлки городского типа Солнечный и Горный.

## Города-побратимы
В городе развиваются и международные связи в области культуры, образования, спорта. Ежегодно проходят студенческие и преподавательские обмены между университетами города и высшими учебными заведениями разных стран, спортивные турниры и международные фестивали. Всесторонние отношения связывают Комсомольск с городами-побратимами:
- Цзямусы, Китай — перед гостиницей «Восход» 20 июля 2007 года был установлен памятник в знак нерушимой дружбы от правительства города Цзямусы провинции Хэйлунцзян.
- Камо, Япония.
- Вэйнань, Китай.
- /[109] Евпатория (Крым)

Город является членом ассоциации сибирских и дальневосточных городов.

## Почётные граждане
23 мая 1937 года ЦК ВЛКСМ учредил нагрудный знак «Почётный строитель Комсомольска-на-Амуре. 1932—1937 гг.». В день пятилетия города 12 июня 1937 года этого знака удостоены 600 первостроителей. В 1947 году учреждено звание «Почётный строитель города Комсомольска-на-Амуре». Звание «Почётный гражданин города Комсомольска-на-Амуре» было учреждено в мае 1967 года.

## Награды
- Орден Ленина (1967).
- Орден Октябрьской Революции (1982).
- Почётная грамота Президиума Верховного совета Российской Федерации (1992)[110].
- Почётный знак губернатора края «Город трудовой славы» (2013).